# Mario Vargas Llosa
Jorge Mario Pedro Vargas Llosa (Arequipa, 28 de marzo de 1936-Lima, 13 de abril de 2025), i marqués de Vargas Llosa, fue un escritor peruano con la nacionalidad española desde 1993 y la nacionalidad dominicana desde junio de 2022. Considerado como uno de los más importantes novelistas y ensayistas contemporáneos, sus obras han obtenido numerosos premios, entre los que destacan el Premio Nobel de Literatura 2010, el Premio Cervantes 1994 —considerado como el más importante en la lengua española—, el Premio Príncipe de Asturias de las Letras 1986, el Premio Biblioteca Breve 1962, el Premio Rómulo Gallegos 1967 y el Premio Planeta 1993, entre otros. Junto a Gabriel García Márquez, Julio Cortázar y Carlos Fuentes, es uno de los exponentes centrales del boom latinoamericano.
Alcanzó la fama en la década de 1960 con novelas como La ciudad y los perros (1963), La casa verde (1966) y Conversación en La Catedral (1969). Continuó cultivando prolíficamente varios géneros literarios, como el ensayo, el artículo y el teatro. Varias de sus obras han sido adaptadas al cine y a la televisión. La mayoría de sus novelas están ambientadas en Perú y exploran su concepción sobre la sociedad peruana; en cambio, en La guerra del fin del mundo (1981), La fiesta del Chivo (2000), El sueño del celta (2010) y Tiempos recios (2019) ubica sus tramas en otros países.
Como otros autores hispanoamericanos, participó en política. Tras simpatizar con el comunismo en su juventud, a partir de la década de 1980 se adscribió al liberalismo. Fue candidato a la presidencia del Perú en las elecciones de 1990 por la coalición política de centroderecha Frente Democrático. Perdió la elección en segunda vuelta frente al candidato de Cambio 90, Alberto Fujimori.
En 2011 fue nombrado primer marqués de Vargas Llosa por el rey Juan Carlos I de España.
En 2021 fue elegido miembro de la Academia Francesa para ocupar el asiento número 18 de esa institución, de la que fue el primer miembro que no había escrito obras en lengua francesa, a pesar de que la hablaba con fluidez. Favoreció tal elección el que Vargas Llosa fuera el primer escritor de lengua no francesa al que la prestigiosa colección La Pléiade de Gallimard le había publicado su obra en vida. Fue el segundo latinoamericano que llegó a la Academia después del argentino Héctor Bianciotti.

## Biografía

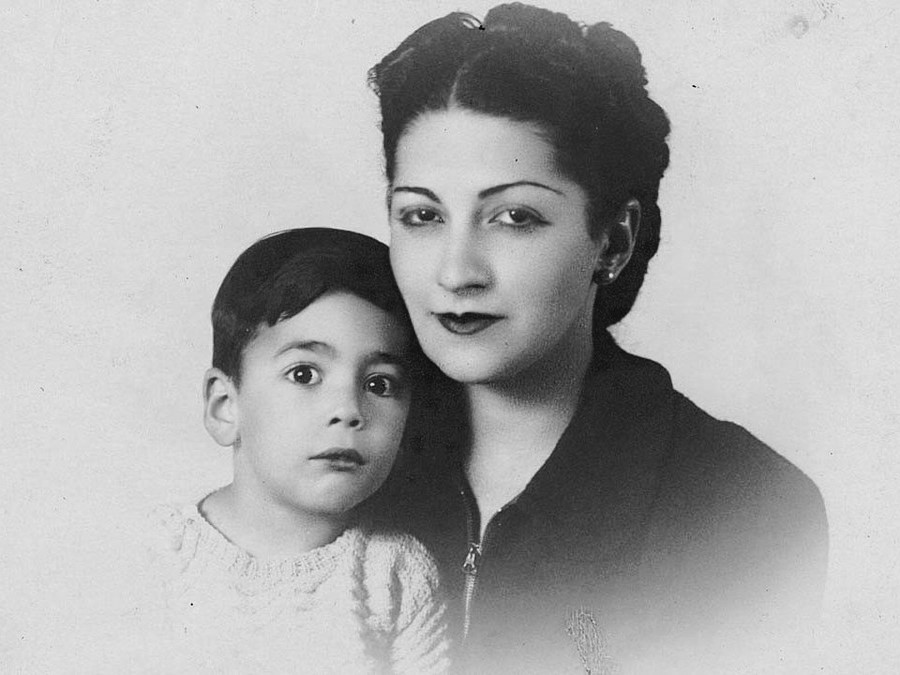
Dora Llosa Ureta junto a su hijo Mario en 1940.

Mario Vargas Llosa nació en una familia de clase media en Arequipa, sur del Perú, el 28 de marzo de 1936. Fue el único hijo de Ernesto Vargas Maldonado (Lima, 1905-1979) y de Dora Llosa Ureta (Arequipa, 1914-1995), quienes se separaron meses antes de su nacimiento para divorciarse tras el mismo, de mutuo acuerdo. Por línea paterna fue pariente de los historiadores Nemesio Vargas Valdivieso y Rubén Vargas Ugarte. Poco después del nacimiento de Mario, su padre reveló que tenía otra relación con una mujer alemana, como resultado de dicha unión nacieron dos medios hermanos menores del escritor: Enrique y Ernesto Vargas (el primero falleció de leucemia a los once años de edad; el segundo es abogado y ciudadano estadounidense). Su padre era el único hijo de Marcelino Vargas y de su primera mujer Zenobia Maldonado, fallecida en 1925. Por línea materna, descendía del maestre de campo vizcaíno Juan de la Llosa y Llaguno, quien se asentó en Arequipa en 1702.
Mario vivió con su familia materna en Arequipa hasta un año después del divorcio de sus padres, en 1937, momento en que su abuelo Pedro J. Llosa Bustamante se trasladó con toda su familia a Bolivia, donde había conseguido un contrato para administrar una hacienda algodonera cercana a Cochabamba. En dicha ciudad pasó los siguientes nueve años de su niñez, donde aprendió a leer y a escribir. Permaneció allí junto con su madre y la familia materna, y cursó hasta el cuarto grado en el Colegio La Salle. Hasta los diez años, se le hizo creer que su padre había fallecido, ya que su madre y su familia no querían explicarle que se habían separado.
En 1945, al iniciarse en Perú el gobierno del presidente José Luis Bustamante y Rivero (1945-1948), su abuelo, que era primo hermano del mandatario, obtuvo el cargo de prefecto del departamento de Piura, por lo que la familia entera regresó al Perú. Los tíos de Mario se establecieron en Lima, mientras que Mario y su madre siguieron al abuelo a la ciudad de Piura. Allí Mario continuó sus estudios de primaria en el Colegio Salesiano Don Bosco.
A finales de 1946 o principios de 1947, y cuando tenía diez años de edad, Mario se encontró con su padre por primera vez en Piura. Sus padres restablecieron su relación y se trasladaron a Lima, instalándose en el distrito de clase media Magdalena del Mar. Luego se trasladaron a La Perla, en el Callao, donde vivieron en una pequeña casa aislada. Los fines de semana Mario solía visitar a sus tíos y primos, que vivían en el barrio de Diego Ferré, en el distrito de Miraflores, donde hizo muchos amigos y donde tuvo sus primeros enamoramientos. Mario ha plasmado estos lugares en muchos de sus libros como un grato recuerdo.
En Lima estudió en el Colegio La Salle, de la congregación Hermanos de las Escuelas Cristianas, cursando el sexto grado de primaria en 1947, y los dos primeros años de secundaria de 1948 a 1949. La relación con su padre, siempre tortuosa, marcaría el resto de su vida. Por años, guardó hacia él sentimientos entremezclados, como el temor y el resentimiento, debido a que durante su niñez debió soportar violentos arrebatos de parte de su padre, además de un resentimiento hacia la familia Llosa y grandes celos para con su madre pero, sobre todo, a causa de la repulsión de su padre por su vocación literaria, que nunca llegó a comprender.  Durante su estancia en el Colegio La Salle, Vargas Llosa sufrió un intento de abuso sexual por parte del Hermano Leoncio cuando dicha persona lo llevó a su cuarto, donde le entregó una revista con bailarinas desnudas y le empezó a tocar la bragueta "como si quisiera masturbarme". Tras dicho episodio, Vargas Llosa dejó de creer en Dios.
A los 14 años, su padre lo envió al Colegio Militar Leoncio Prado, en el Callao, un internado donde cursó el tercer y el cuarto año de educación secundaria, entre 1950 y 1951. Allí soportó una férrea disciplina militar y, según su testimonio, fue la época en la que leyó y escribió «como no lo había hecho nunca antes», consolidando así su precoz vocación de escritor. En su novela La ciudad y los perros Vargas Llosa retrata la vívida experiencia, así como la disciplina a la que fue sometido en el colegio militar. Sus lecturas predilectas fueron las novelas de los escritores franceses Alejandro Dumas y Victor Hugo. Entre sus profesores figuró el poeta surrealista César Moro, quien por un tiempo le dio clases de francés.
Durante las vacaciones veraniegas de 1952, Vargas Llosa empezó a trabajar como periodista en el diario limeño La Crónica, donde se le encomendaron reportajes, notas y entrevistas locales. Ese mismo año se retiró del colegio militar y se trasladó a Piura, donde vivió con su tío Luis Llosa (el “tío Lucho”) y cursó el último año de educación secundaria en el colegio San Miguel de Piura. Simultáneamente trabajó para el diario local, La Industria, y presenció la representación teatral de su primera obra dramatúrgica, La huida del Inca, en el teatro «Variedades».

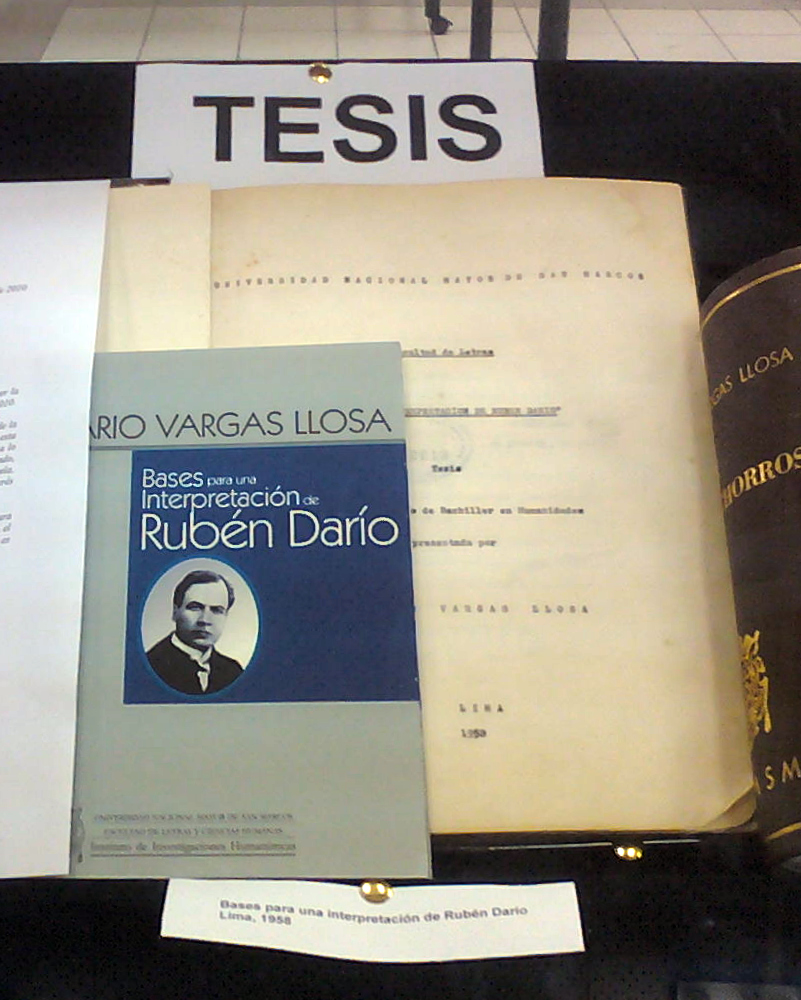
Bases para una interpretación de Rubén Darío, tesis presentada por Mario Vargas Llosa a su alma mater, la Universidad Nacional Mayor de San Marcos (Lima, 1958)

En 1953, durante el gobierno de Manuel Odría, Vargas Llosa ingresó en la Universidad Nacional Mayor de San Marcos, donde estudió Derecho y Literatura. Participó en la política universitaria a través de Cahuide, nombre con el que se mantenía vivo el Partido Comunista Peruano, entonces perseguido por el gobierno de Manuel Odría (1948-1956), contra el que Vargas Llosa se opuso a través de los órganos universitarios y en fugaces protestas en las plazas de Lima. Poco tiempo después se distanció del grupo y se inscribió en el Partido Demócrata Cristiano, esperanzado en que esa agrupación lanzaría la candidatura de José Luis Bustamante y Rivero, quien, por aquel entonces, regresaba del exilio. Dicha expectativa no se cumplió. Durante este tiempo, trabajó como asistente del renombrado historiador sanmarquino Raúl Porras Barrenechea en una obra que nunca llegó a concretarse: varios tomos de una monumental historia de la conquista del Perú.
En mayo de 1955, a la edad de 19 años, contrajo matrimonio con Julia Urquidi Illanes, hermana de su tía política por parte materna, quien era diez años mayor y ya divorciada. Debido al rechazo que este matrimonio causó en su familia, la pareja se vio forzada a separarse durante un tiempo pese a que estaban recién casados. Para lograr mantener una vida en común, el joven Mario, ayudado por Raúl Porras Barrenechea, cumplió con hasta siete trabajos simultáneamente: como asistente de bibliotecario del Club Nacional, escribiendo para varios medios periodísticos e incluso catalogando nombres de las lápidas del Cementerio Presbítero Matías Maestro de Lima. Finalmente comenzó a trabajar como periodista en Radio Panamericana, aumentando sustancialmente sus ingresos.
Por entonces, Vargas Llosa empezó con seriedad su carrera literaria con la publicación de sus primeros relatos: El abuelo (en el diario El Comercio, 9 de diciembre de 1956) y Los jefes (en la revista Mercurio Peruano, febrero de 1957). A finales de 1957 se presentó a un concurso de cuentos organizado por La Revue Française, una importante publicación francesa dedicada al arte. Su relato titulado El desafío obtuvo el primer premio, que consistía en quince días de visita en París, hacia donde partió en enero de 1958. Su estadía en la capital de Francia se prolongó durante un mes, antes de retornar a Lima. Ese mismo año se graduó de bachiller en Humanidades en la Universidad Nacional Mayor de San Marcos, a mérito de su tesis sobre las Bases para una interpretación de Rubén Darío. Fue, además, considerado como el alumno de Literatura sanmarquino más distinguido, por lo que recibió la beca Javier Prado para seguir cursos de posgrado en la Universidad Complutense de Madrid, en España. Antes de partir hacia Europa, hizo un corto viaje por la amazonía peruana, experiencia que después le serviría para ambientar en dicho espacio geográfico tres de sus novelas: La casa verde, Pantaleón y las visitadoras y El hablador.
En 1960, después de terminarse la beca en Madrid, Vargas Llosa se mudó a Francia creyendo que iba a obtener una beca para estudiar allí. Sin embargo, una vez en París se enteró de que su solicitud había sido denegada. A pesar del inesperado mal estado financiero de Mario y Julia, la pareja decidió quedarse en París, donde Vargas Llosa comenzó a escribir de forma prolífica. Su matrimonio duró algunos años más, pero terminó en divorcio en 1964. Un año después, Vargas Llosa se casó con su prima y sobrina materna de su primera mujer, Patricia Llosa Urquidi, hija de su tío materno Luis Llosa Ureta y de su esposa Olga Urquidi Illanes, hija de Carlos Urquidi y de su esposa María del Carmen Illanes, con quien tuvo tres hijos: Álvaro Vargas Llosa (1966), escritor y editor; Gonzalo (1967), empresario y representante en el Reino Unido del Alto Comisionado de las Naciones Unidas para los Refugiados (ACNUR); y Morgana (1974), fotógrafa. 
En París terminó de escribir su primera novela, La ciudad y los perros, y allí, a través del hispanista Claude Couffon, entró en contacto con Carlos Barral, director de la editorial española Seix Barral. La novela consiguió en 1962 el Premio Biblioteca Breve y se publicó al año siguiente en la editorial barcelonesa. En 1966, durante la lectura que ella hizo de La casa verde, la entonces responsable de derechos de la editorial, Carmen Balcells, decidió proponer al escritor convertirse en su agente literario. Lo animó a centrarse exclusivamente en la literatura y le consiguió sustento económico durante el tiempo que durase la redacción de Conversación en La Catedral, a condición de que el contrato con la editorial lo hiciese ella. A partir de ese momento, Balcells se convirtió en su agente y llegó a conseguirle contratos extraordinarios.
En 1962, visitó la Cuba revolucionaria como corresponsal durante la crisis de los misiles, y en ese contexto expresó simpatía por la revolución, a la que consideraba de carácter libertario. Su cercanía con el proceso cubano lo llevó a participar como jurado del premio de novela de la Casa de las Américas en 1965. Sin embargo, en 1971, tras el encarcelamiento del poeta Heberto Padilla, rompió públicamente con el régimen de Fidel Castro, marcando un giro en su postura política.
En 1971, con la calificación de sobresaliente cum laude, obtuvo el Doctorado en Filosofía y Letras por la Universidad Complutense de Madrid, bajo la dirección de Alonso Zamora Vicente, con la tesis García Márquez: lengua y estructura de su obra narrativa, posteriormente publicada como García Márquez: historia de un deicidio. Fue jurado del Festival de Cannes en 1976 y, apasionado por el fútbol, también ejerció como periodista deportivo durante el Mundial de España 1982. En 1983, su exesposa Julia Urquidi publicó Lo que Varguitas no dijo, una respuesta personal a la novela La tía Julia y el escribidor, inspirada en su relación con el escritor.
En 1994 fue incorporado como miembro de la Real Academia Española y galardonado con el Premio Miguel de Cervantes. Su obra ha sido traducida a más de 30 idiomas. 
En 2015, tras aparecer en la revista ¡Hola! junto a Isabel Preysler, confirmó su separación de Patricia Llosa, de quien finalmente se divorció ese mismo año. En 2019, renunció al PEN Club Internacional por su desacuerdo con su postura ante el independentismo catalán.

### Últimos años y fallecimiento
En abril de 2022, el escritor ingresó a una clínica en Madrid por COVID-19. Su hijo declaró a la prensa que «gracias al tratamiento, su condición evoluciona favorablemente». En octubre de 2023 publicó su novela Le dedico mi silencio, con la que marcaba su retiro de la literatura de ficción. El 17 de diciembre del mismo año, además, publicó su última columna en el diario El País de España, con la que se retiró expresamente del periodismo.
Si bien el autor radicaba en Madrid desde 1990, solía viajar con frecuencia al Perú por diversos eventos o para realizar visitas de carácter personal o familiar. Durante sus últimos años, decidió instalarse en su residencia del distrito de Barranco (Lima). Además, acompañado de sus hijos, recorrió los lugares donde se ambientaban algunas de sus obras, como el desaparecido bar La Catedral, Cinco Esquinas o la Quinta Heeren en Barrios Altos.
Falleció el domingo 13 de abril de 2025 a los 89 años en su residencia en Barranco, distrito de Lima, a causa de una neumonía. Poco después, un familiar reveló que la neumonía fue consecuencia directa de haber contraído COVID-19 en 2022.
Su velatorio y posterior cremación se llevaron a cabo al día siguiente de su fallecimiento en estricta privacidad.
El 15 de abril, el reconocido periodista peruano Jaime Bayly afirmó que en 2024 fue informado de que Vargas Llosa probablemente sufría de un cáncer hematológico incurable y especuló que esto podría haber contribuido a su fallecimiento. Un día antes, el escritor español Juan Jesús Armas Marcelo aseguró que la familia del premio nobel peruano esperaba su muerte desde el sábado 12 y que los dos contagios de COVID "dificultaron mucho el tratamiento de la leucemia que padecía". A pesar de ello, su hijo Álvaro Vargas Llosa, descartó que su padre hubiera muerto de leucemia sino que "tenía... defensas muy bajas que lo hacían propenso a infecciones de todo tipo. También tuvo en la etapa final insuficiencia cardíaca. Tarde o temprano sabíamos que vendría alguna infección que superaría su resistencia. La última neumonía le hizo estragos y fue definitiva". Además, relató que en los momentos finales algunos familiares le cantaron música criolla y cuando se encontraba semiinconsciente "nos turnamos para leerle en voz alta. Y le pusimos música, sobre todo sonatas de Beethoven, composiciones de Mahler" y que Vargas Llosa era consciente de la cercanía de la muerte aunque ni se aferró ni se rindió fácilmente ante ésta.

## Claves de su obra

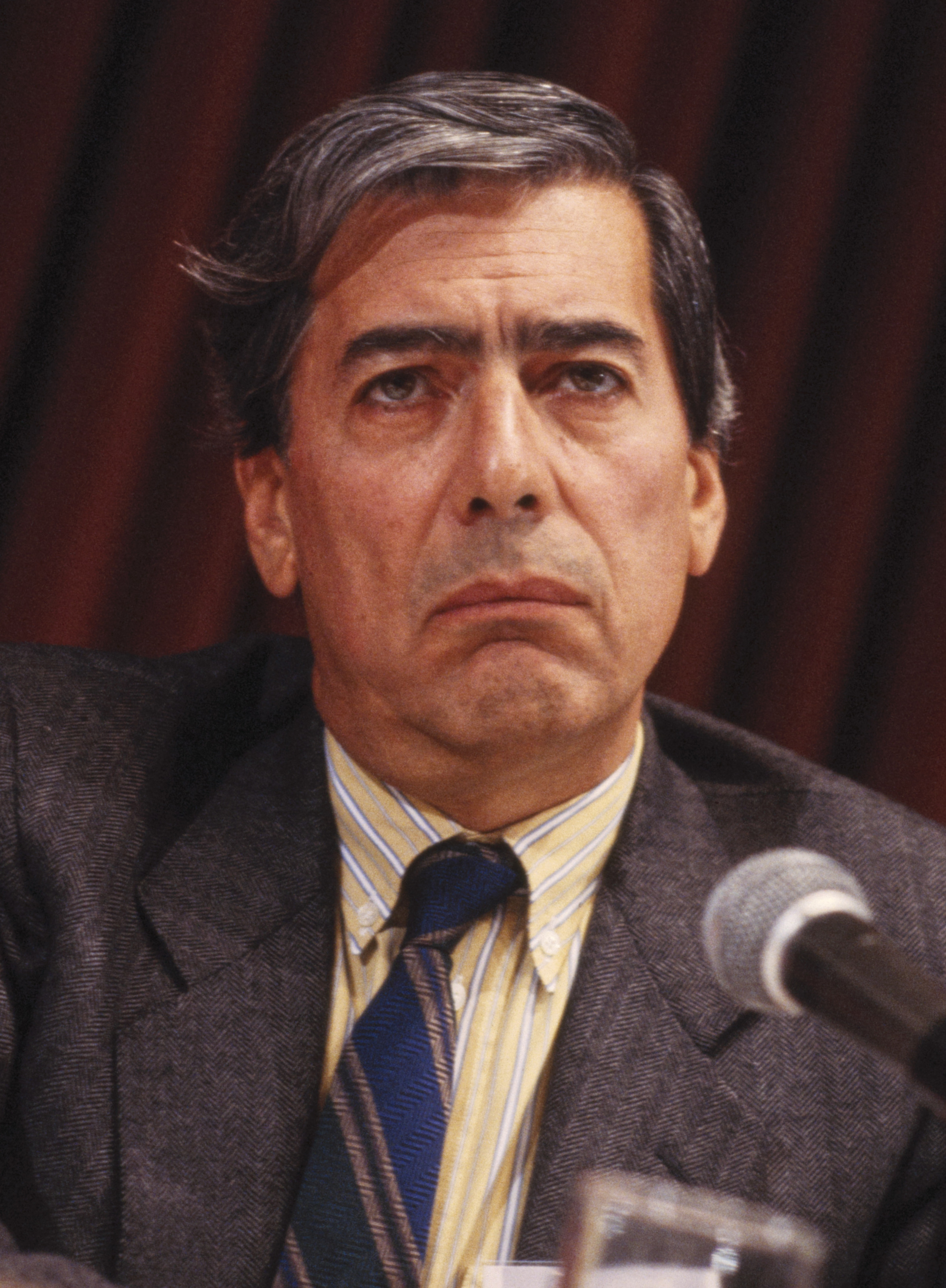
Mario Vargas Llosa en 1986.

### Características
Mario Vargas Llosa ha sido definido como uno de los más completos narradores de su generación y una figura destacada de la literatura hispanoamericana. Representante ideal del espíritu del Boom latinoamericano, pues nació literariamente con él y ayudó a definirlo y a identificarlo con una nueva generación de escritores, su obra narrativa se caracteriza por la importancia de la experimentación técnica, aspecto por el que es valorado como un maestro de la composición novelística y en el que se ha desempeñado como un notable innovador de posibilidades narrativas y estilísticas.
Desde el punto de vista temático, sus novelas tratan de la antinomia entre lo histórico y lo estructural, como así lo expresa el título de varias de sus novelas (La ciudad y los perros, La casa verde, Conversación en La Catedral), en las que la presencia de estructuras demuestra el interés casi obsesivo que el autor tiene por estas. Asimismo, en cuanto a los tonos, su obra presenta las características más variadas, desde el humor, el amor y la comicidad hasta la caída trágica.
Por otra parte, el hecho de que el grueso de su producción literaria la haya realizado desde el extranjero, explica el sesgo retrospectivo que domina buena parte de la misma, así como la reconstrucción constante que hace de vivencias íntimas o colectivas del Perú como base de su ficción, salvo algunas excepciones como La guerra del fin del mundo y algunas de sus últimas novelas.
En cuanto a sus modelos literarios, o “precursores” (a los que ha dedicado en varios casos estudios críticos), hay que citar, por un lado, a la novela de caballerías Tirante el Blanco, de Joanot Martorell, y a Cien años de soledad, de García Márquez, ambas como ideales del concepto de novela total (la que funde lo real con lo irracional y el mito); por otro, son imprescindibles para Vargas Llosa dos escritores en especial: Gustave Flaubert, como modelo de la literatura como vocación, de la utilización de la realidad como pozo sin fondo para encontrar contenidos y temas (la mediocridad del ser humano, la violencia y el sexo), como modelo, también, de la importancia de una estructura narrativa rigurosa y de un narrador impasible ante los hechos narrados; y William Faulkner, tanto en lo que respecta a temas y ambientes, como a rasgos formales, especialmente, el multiperspectivismo, los saltos en el tiempo, el uso de varios narradores en vez del omnisciente, la retención de información, o el uso de historias paralelas.

### Inicios
Los inicios literarios de Vargas Llosa fueron el estreno en Piura, cuando tenía 16 años, de una obra de teatro, hoy probablemente perdida, titulada La huida del Inca, y algunos cuentos publicados en Lima en diversos medios.
En Lima, la presencia literaria dominante era la de los narradores de la llamada generación del 50. Aunque finalmente se distanciaría de ellos, el grupo estimuló su vocación literaria con su visión realista de la sociedad peruana, especialmente la de Lima. Más en concreto,

Con ellos, aprendió a cultivar el realismo urbano, de clara intención social y testimonial, a veces inspirado en la escuela narrativa norteamericana, el neorrealismo literario y cinematográfico italiano y las ideas del «compromiso» desarrolladas por Sartre. Estos influjos son visibles en los cuentos juveniles de Vargas Llosa y aun en sus primeras novelas.

Luego, la ruptura con los criterios estéticos de esa generación se produce sobre todo en el plano técnico y en la resistencia de Vargas Llosa a defender en sus obras tesis o propuestas ideológicas de determinado signo. Así, la novedad básica que introduce con sus obras es

la ruptura del modelo de representación naturalista y del esquema intelectual algo simplista en el que se apoyaba el documentalismo de ese grupo. La misma evolución de las novelas del autor demostraría su rápida independencia estética, estimulada por su experiencia europea y el descubrimiento de otras formas y propuestas.

Por otro lado, su estilo estético en el momento de estructurar sus oraciones dentro de su narrativa, lo realiza de manera

bastante contundente. Sus frases son cortas y poco adornadas. Las ideas las coloca de forma precisa y el lenguaje es siempre sobrio.

La crítica tiende a distribuir su obra narrativa en tres grupos:
En el primero estarían sus obras iniciales: Los jefes, Los cachorros, La ciudad y los perros, La casa verde y Conversación en La Catedral. Aunque se trata de narraciones muy diversas en intención, asunto y formas (y, de hecho, cada obra constituye una intensificación de la complejidad técnica y de contenido respecto de la anterior), presentan una incuestionable unidad en cuanto a la complejidad del proyecto y a la visión narrativa que proponen.
A partir de 1973, con la publicación de Pantaleón y las visitadoras, Vargas Llosa inicia una fase marcada por una actitud cuestionadora tanto de los grandes problemas de la sociedad latinoamericana moderna (en especial, los referidos a Perú, en un momento crítico de su historia), como las del arte narrativo con el que intenta representarlas. Así, y de una forma evidente, se aprecia una moderación de su afán totalizante y una tendencia a la plasmación de historias generalmente menos complejas y dentro de unos márgenes más restringidos, aunque sin prescindir de recursos técnicos esenciales para él como el efecto de contraste que permite el desarrollo paralelo de dos o más historias. Con todo, publica en esta fase una obra, La guerra del fin del mundo, que constituye no solo una excepción a estos rasgos generales (es la obra de mayor ambición y trascendencia del período), sino la primera incursión de Vargas Llosa fuera de la realidad física o histórica de su país.
Desde finales de los setenta, además, su reflexión como narrador aborda especialmente la relación entre lo real y su trasposición literaria, esto es, la, así llamada por él, «verdad de las mentiras», o la constatación de que la palabra crea un mundo propio que se parece a la realidad externa, pero que tiene sus propias reglas y «verdades».
En consecuencia, todos estos rasgos se manifiestan de una u otra manera, en otros dos grupos de obras: uno que comprende una serie de novelas de tema político, como La guerra del fin del mundo, Historia de Mayta, Lituma en los Andes o La fiesta del Chivo; y otro que empieza con Pantaleón y las visitadoras, y en el que aborda tanto temas centrados en la reelaboración de experiencias más privadas (La tía Julia y el escribidor) o de modelos clásicos de novela policiaca (¿Quién mató a Palomino Molero?) o erótica (Elogio de la madrastra).

### Panorámica
Su primer libro publicado fue una colección de cuentos titulada Los jefes (encabezada por el relato del mismo nombre), que obtuvo el premio Leopoldo Alas (1959).
Su primera novela, La ciudad y los perros (1963) se desarrolla en medio de una comunidad de estudiantes del Colegio Militar Leoncio Prado (situado en el Callao) y se basa en las experiencias personales del autor. Esta prematura obra adquirió la atención general del público así como un éxito inmediato. Su vitalidad y hábil uso de técnicas literarias sofisticadas impresionó de inmediato a los críticos, y ganó así el Premio de la Crítica Española.
En 1966 aparece su segunda novela, La casa verde, acerca de una casa-burdel del mismo nombre cuya presencia en Piura afecta a las vidas de los personajes. La trama se centra en Bonifacia, una chica de origen awajún que es expulsada de un convento para transformarse luego en «la selvática», la prostituta más conocida de «La casa verde». La novela obtuvo de inmediato una entusiasta recepción por parte de la crítica, que confirmaba a Vargas Llosa como una importante figura de la narrativa latinoamericana.
Tres años más tarde publica Conversación en La Catedral, su tercera novela, y en 1971 sale García Márquez: historia de un deicidio, que había sido su tesis doctoral en la Universidad Complutense de Madrid.

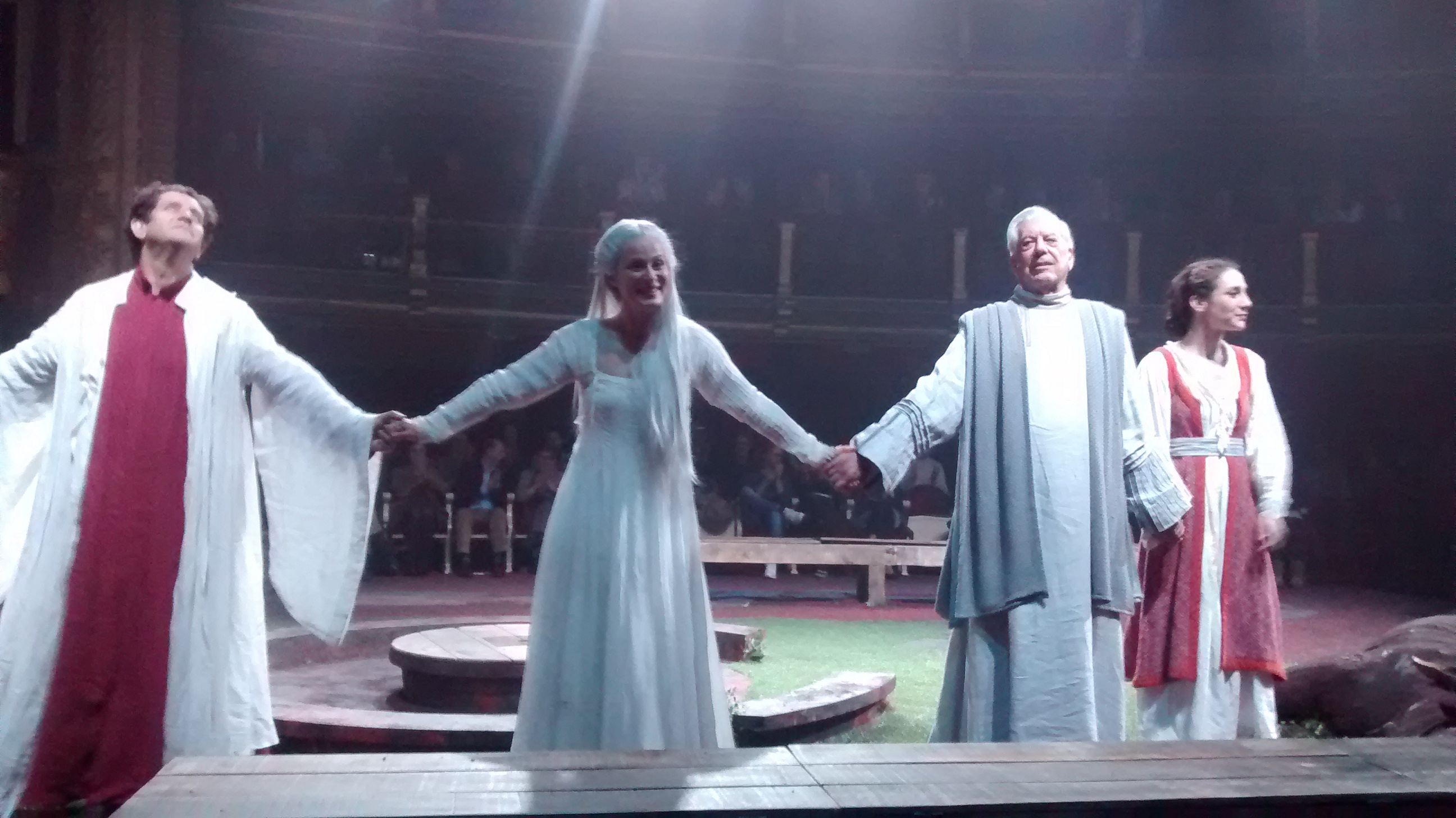
Mario Vargas Llosa, actor en su obra de teatro Los cuentos de la peste, junto a Pedro Casablanc y Aitana Sánchez-Gijón, estrenada en el Teatro Español de Madrid (2015)

Después de la publicación de la monumental Conversación en La Catedral, Vargas Llosa se distanció de los temas de mayor seriedad, como son la política y los problemas sociales. Raymond L. Williams, especialista en literatura latinoamericana, describe esta fase de su carrera literaria como «el descubrimiento del humor», cuyo primer fruto fue Pantaleón y las visitadoras (1973), seguido en 1977 de La tía Julia y el escribidor, basada en parte en el matrimonio con su primera esposa, Julia Urquidi, a quien dedicó la novela.
En 1981 aparece La guerra del fin del mundo, su primera novela histórica y una de las más importantes que ha escrito. Esta obra inició un cambio radical en el estilo de Vargas Llosa hacia temas como el mesianismo y la conducta irracional humana. Ambientada en las profundidades del sertón del siglo XIX, se basa en hechos auténticos de la historia del Brasil: la revuelta antirrepublicana de masas milenaristas sebastianistas guiadas por el taumaturgo iluminado Antonio Conselheiro en el pueblo de Canudos.
Tras un período de intensa actividad política, Vargas Llosa volvió a ocuparse en la literatura y en 1993 publicó su libro autobiográfico El pez en el agua, su novela Lituma en los Andes y su obra de teatro El loco de los balcones. A la histórica Lituma le seguiría la erótica Los cuadernos de don Rigoberto (1997). La fiesta del Chivo (2000), sobre el dictador dominicano Trujillo fue llevada al cine con el mismo nombre por su primo Luis Llosa. A esta novela le siguió el El Paraíso en la otra esquina (2003), que alterna la historia del pintor Paul Gauguin con la de su abuela, Flora Tristán.
Otro trabajo destacable es un ensayo que resume el curso que dictó en la Universidad de Oxford sobre la novela Los miserables de Victor Hugo: La tentación de lo imposible (2004). En mayo de 2006, presentó su novela Travesuras de la niña mala, y el 3 de noviembre de 2010 publicó El sueño del celta, obra con la que volvía al género de la novela histórica y que trata sobre la vida de Roger Casement, cónsul británico en el Congo Belga y en Perú, que entre 1903 y 1911 se dedicó a investigar y a denunciar las atrocidades —explotación salvaje, torturas y genocidio— cometidas por el régimen de Leopoldo II en el Congo y por la compañía C. Arana y la británica Peruvian Rubber Company en la remota selva del Putumayo peruano.
En 2013 la novela El héroe discreto vuelve a ambientarse en Perú, y en ella narra las vivencias de dos empresarios peruanos.

## Obras

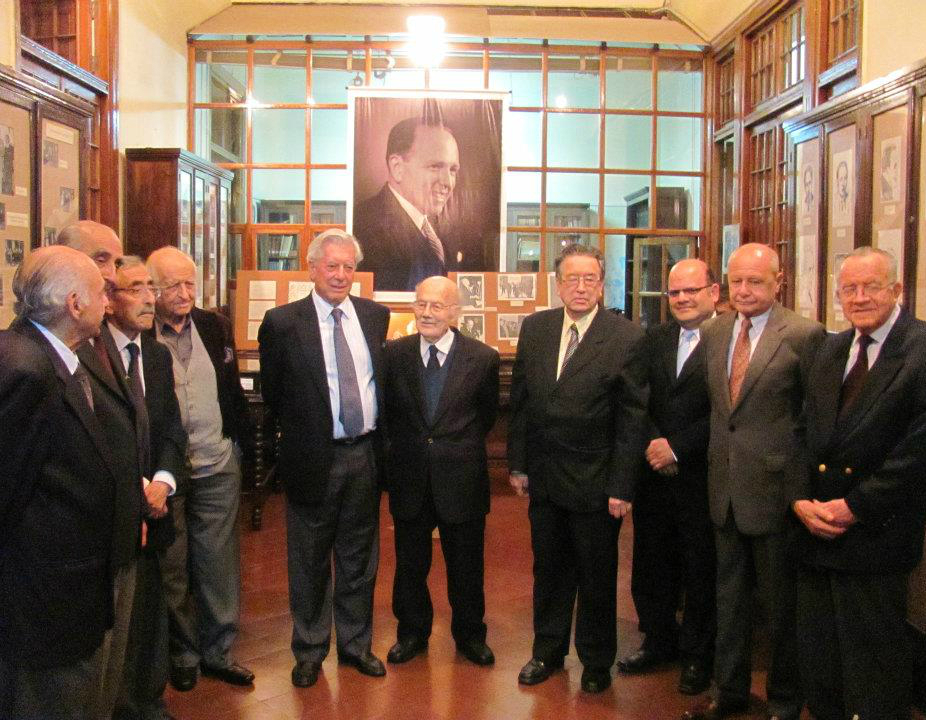
Vargas Llosa, acompañado por varios intelectuales peruanos y miembros de la Academia Peruana de la Lengua, en su visita al Instituto Raúl Porras Barrenechea de la Universidad de San Marcos (2011). Entre los personajes que lo rodean se encuentran: Marco Martos, Jorge Puccinelli, Camilo Fernández Cozman, Fernando de Szyszlo, Edgardo Rivera Martínez, Carlos Germán Belli, entre otros.

## Dirección de colecciones literarias
Vargas Llosa dirigió dos colecciones literarias para la editorial Círculo de Lectores. La primera, Biblioteca de Plata, se publicó de 1987 a 1989 e incluye 25 libros de narrativa del siglo XX prologados y seleccionados por el escritor peruano. Estos prólogos conformarían después el libro La verdad de las mentiras (1990), del cual apareció una versión aumentada con diez nuevos ensayos en 2002. Maestros Modernos Europeos fue la segunda colección, publicada entre 2001 y 2004. Consta de 24 obras de narrativa europea de los siglos XIX y XX. Los títulos fueron seleccionados por Vargas Llosa e incluyen prólogos suyos y de otros autores.

### Biblioteca de Plata
- La muerte en Venecia (1913), de Thomas Mann
- Dublineses (1914), de James Joyce
- La señora Dalloway (1925), de Virginia Woolf
- El gran Gatsby (1925), de Francis Scott Fitzgerald
- Manhattan Transfer (1925), de John Dos Passos
- El lobo estepario (1927), de Herman Hesse
- Santuario (1931), de William Faulkner
- Un mundo feliz (1932), de Aldous Huxley
- Trópico de Cáncer (1934), de Henry Miller
- Auto de fe (1936), de Elias Canetti
- El poder y la gloria (1940), de Graham Greene
- El extranjero (1942), de Albert Camus
- La romana (1947), de Alberto Moravia
- Al este del Edén (1952), de John Steinbeck
- No soy Stiller (1954), de Max Frisch
- Lolita (1955), de Vladimir Nabokov
- El doctor Zhivago (1957), de Borís L. Pasternak
- El Gatopardo (1958), de Giuseppe Tomasi di Lampedusa
- El tambor de hojalata (1959), de Günter Grass
- La casa de las bellas durmientes (1961), de Yasunari Kawabata
- El cuaderno dorado (1962), de Doris Lessing
- Un día en la vida de Iván Denisovich (1962), de Aleksandr Solzhenitsyn
- Opiniones de un payaso (1963), de Heinrich Böll
- Herzog (1964), de Saul Bellow
- París era una fiesta (1964), de Ernest Hemingway

### Maestros Modernos Europeos
- Guerra y paz (1869), de León Tolstói
- Los demonios (1871), de Fiódor Dostoievsky
- El crimen del padre Amaro (1875), de Eça de Queiroz
- Relatos, de Antón Chéjov
- La saga de Gösta Berling (1891), de Selma Lagerlöf
- El inmoralista (1902), de André Gide
- Los extravíos del colegial Torlëss (1906), de Robert Musil
- La transformación y otros relatos, de Franz Kafka
- Un amor de Swann' (1913), de Marcel Proust
- La conciencia de Zeno (1923), de Italo Svevo
- La montaña mágica (1924), de Thomas Mann
- Caballería roja (1926), de Isaak Bábel
- Nadja (1928), de André Breton
- La marcha Radetzky (1932), de Joseph Roth
- Viaje al fin de la noche (1932), de Louis-Ferdinand Céline
- La condición humana (1933), de André Malraux
- Siete cuentos góticos (1934), de Isaak Dinesen
- Ferdydurke (1937), de Witold Gombrowicz
- El cero y el infinito (1940), de Arthur Koestler
- El extranjero (1942), de Albert Camus
- El conformista (1951), de Alberto Moravia
- Memorias de Adriano (1951), de Marguerite Yourcenar
- El gatopardo (1958), de Giuseppe Tomasi di Lampedusa
- El maestro y Margarita (1967), de Mijaíl Bulgákov

## Premios y distinciones
A lo largo de su carrera recibió innumerables premios y distinciones, entre los que destacan el Nobel de Literatura (2010) y los dos máximos galardones que se conceden en el ámbito de las letras hispánicas: el Rómulo Gallegos (1967), por su novela La casa verde, y el Cervantes (1994).
Otros destacados galardones en su haber son el Premio Nacional de Novela del Perú (1967, por La casa verde), el Príncipe de Asturias de las Letras (1986) y el de la Paz de los Libreros de Alemania, otorgado en la Feria del Libro de Fráncfort (1997). En 1993 ganó el Planeta por Lituma en los Andes y, anteriormente, había obtenido el Biblioteca Breve (1963) por La ciudad y los perros, que marcó el inicio de su exitosa carrera literaria internacional. En 1999, obtuvo el Premio Internacional Menéndez Pelayo.

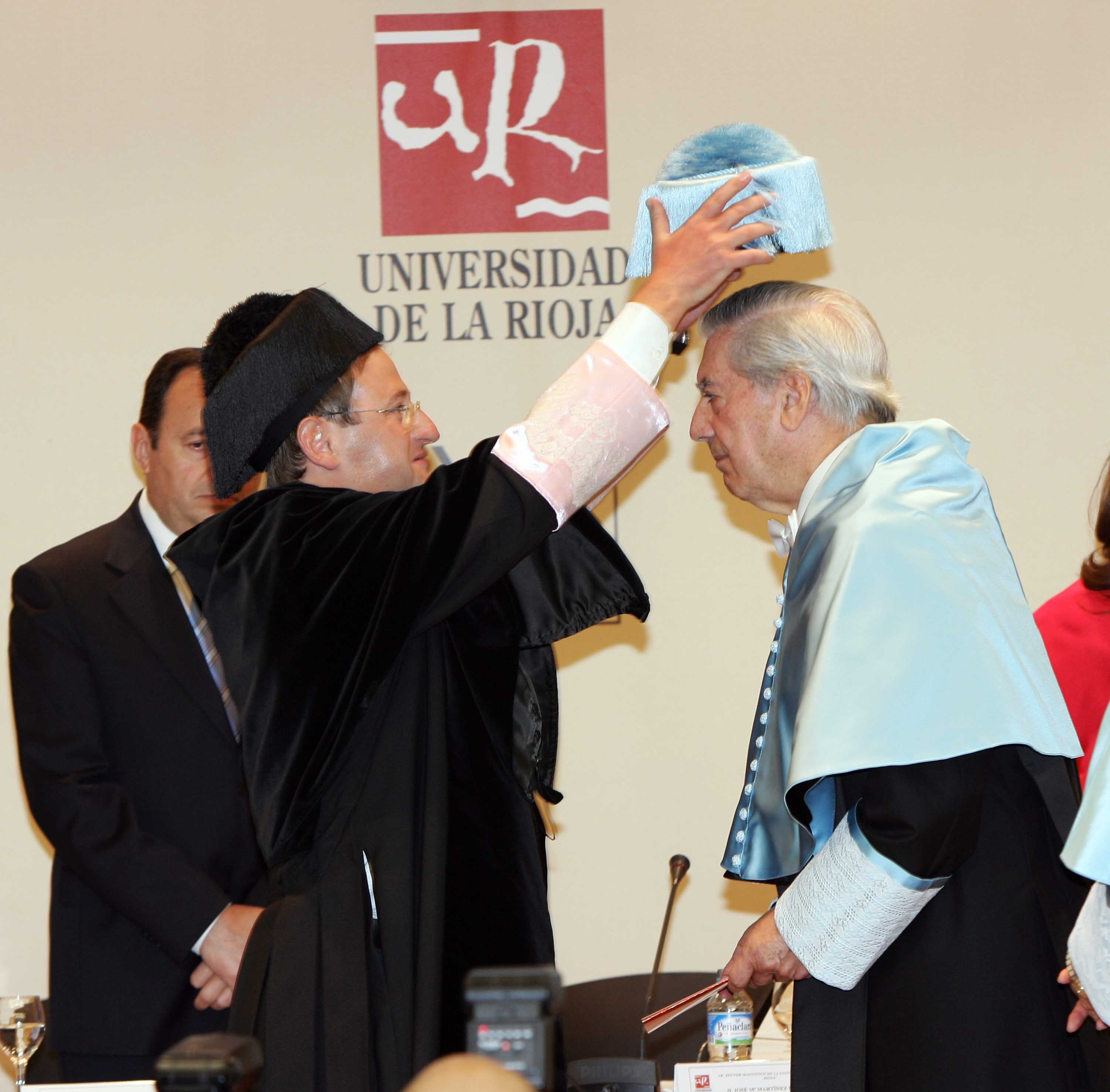
Mario Vargas Llosa recibiendo el birrete de manos del rector de la Universidad de La Rioja (2007).

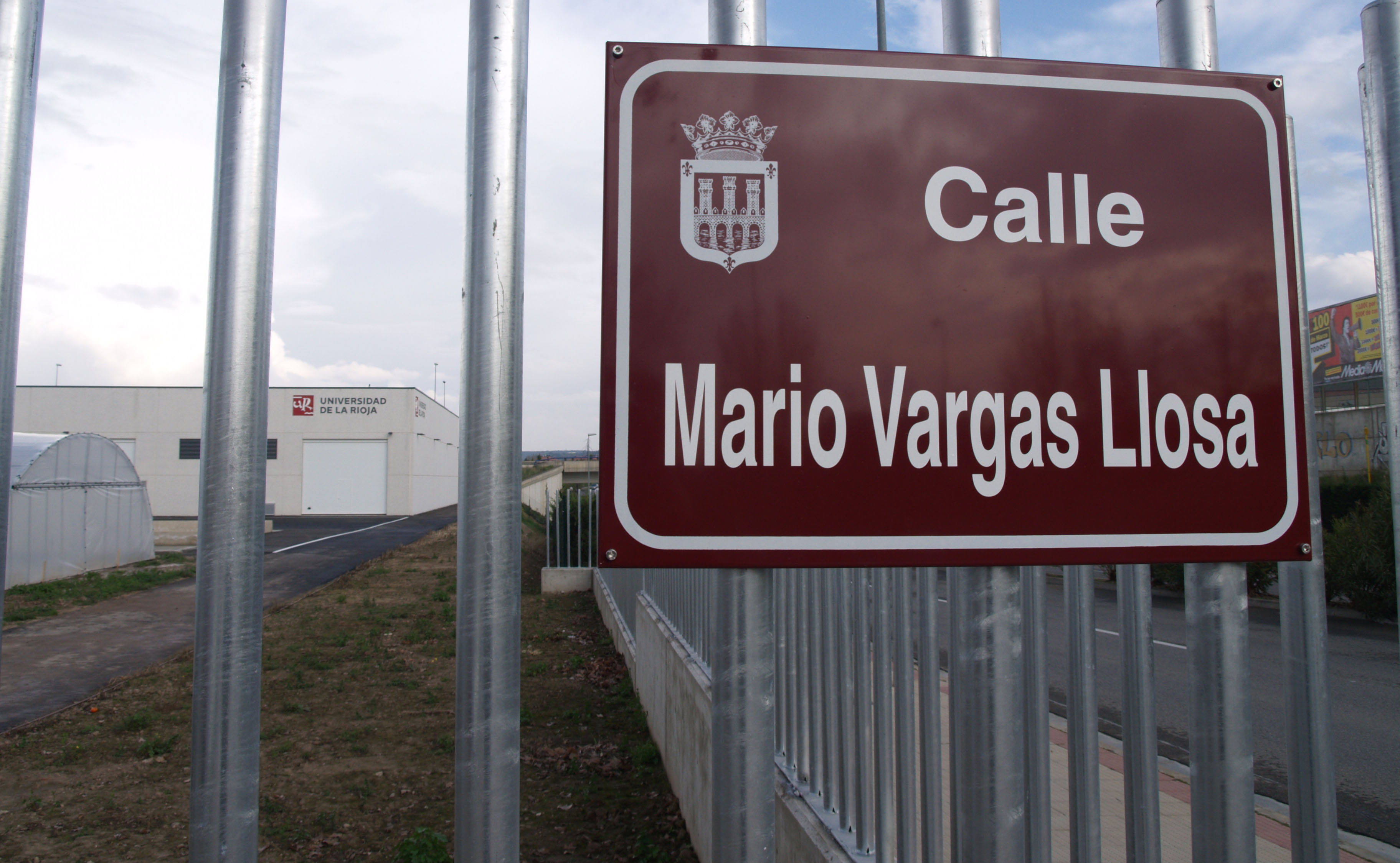
Calle dedicada a Mario Vargas Llosa en el campus de la Universidad de La Rioja en la ciudad de Logroño (España).

Fue miembro de la Academia Peruana de la Lengua desde 1977 y de la Real Academia Española desde 1994, donde ocupaba el sillón de la letra L. Cuenta con varios doctorados honoris causa por universidades de América, Asia y Europa; pueden citarse los concedidos por Yale (1994), Lima (1997), Ben Gurión de Israel (1998), Harvard (1999), su alma mater la Mayor de San Marcos (2001), Oxford (2003), Europea de Madrid (2005), La Sorbona (2005), La Rioja y Málaga (2007), Alicante, Simón Bolívar (2008), Católica del Perú (2008), Granada (2009), Castilla-La Mancha, Murcia, Autónoma de México (2010), Cayetano Heredia (2011), Carlos III de Madrid (2014), Salamanca (2015) y Burgos (2016). Próximamente le será conferido otro doctorado honoris causa por la Universidad de la República en Montevideo, Uruguay.
Fue condecorado por el Gobierno francés con la Legión de Honor en 1985, y en 2001 recibió de su gobierno la condecoración Orden El Sol del Perú en el grado de Gran Cruz con Diamantes, la más alta distinción que otorga ese país. Además, permaneció durante varios años como el intelectual más influyente en las encuestas El Poder en el Perú.
En 2004 obtuvo el Premio Konex MERCOSUR a las Letras, otorgado por la Fundación Konex (Argentina), como el escritor más influyente de la región.
En 2008 la Biblioteca Nacional del Perú decidió reconvertir su auditorio en teatro-auditorio y darle el nombre de Teatro Auditorio Mario Vargas Llosa en homenaje al escritor, contando son su presencia en el acto inaugural.
El 7 de octubre de 2010 se le concedió el Premio Nobel de Literatura —otorgado «por su cartografía de las estructuras del poder y sus imágenes mordaces de la resistencia del individuo, su rebelión y su derrota»—. El discurso de aceptación, titulado Elogio de la lectura y la ficción, lo pronunció en la Gran Sala de la Academia Sueca el 7 de diciembre. Tres días después recibió el galardón de manos del rey Carlos XVI Gustavo en la Sala de Conciertos de Estocolmo. Durante el banquete de gala posterior a la recepción de los Premios Nobel, Vargas Llosa pronunció un brindis de agradecimiento en forma de cuento.
Premios Internacionales del libro latino (Internacional Latino Book Awards)

El 13 de diciembre del mismo año se le otorgó la Orden de las Artes y Las Letras por su "extraordinaria contribución a la literatura universal y el aporte al desarrollo cultural del país", en ceremonia llevada a cabo dos días después en el Palacio de Gobierno del Perú. 

Escudo de Mario Vargas Llosa, I marqués de Vargas Llosa

El 4 de febrero de 2011 se publicó en el Boletín Oficial del Estado el real decreto por el que el rey Juan Carlos I le concedía el título de marqués de Vargas Llosa, que de acuerdo con la legislación nobiliaria española es hereditario, mencionando como fundamento «su extraordinaria contribución, apreciada universalmente, a la Literatura y a la Lengua española, que merece ser reconocida de manera especial». Comentando este acontecimiento, el escritor dijo: «Hay que tomarlo con humor, viviendo y siendo de un país republicano; con agradecimiento porque es un gesto muy cariñoso del rey de España; y con una sorpresa descomunal pues jamás imaginé que me harían marqués [...]. Agradezco a España, agradezco al rey. Y al mismo tiempo digo que yo nací plebeyo y voy a morir plebeyo, a pesar del título».
El 4 de marzo, recibe de manos del presidente de México, Felipe Calderón Hinojosa, la condecoración de la Orden del Águila Azteca, en el grado de Insignia, máximo reconocimiento que otorga ese país a un extranjero, por su labor a favor de la Humanidad.
El 16 del mismo mes fue condecorado con la Orden Peruana de la Justicia en el grado de Gran Cruz por el presidente de la Corte Suprema de Justicia de la República del Perú, Javier Villa Stein, como Gran Maestre de la orden. Como homenaje por la obtención del Premio Nobel, en el marco de las celebraciones por el 460.º aniversario de la Universidad de San Marcos, su alma mater lo distinguió el 30 de marzo con su máxima condecoración: la Medalla de Honor Sanmarquina en el grado de Gran Cruz, además de crear una cátedra que lleva su nombre e inaugurar una sala museo sobre el laureado escritor y sus años en ese establecimiento educativo. La ceremonia se realizó en la histórica Casona de San Marcos y contó con la participación de destacados intelectuales sanmarquinos quienes también han sido compañeros, amigos y profesores de Vargas Llosa.
En el año 2011 surgió la Cátedra Vargas Llosa como una iniciativa de la Fundación Biblioteca Virtual Miguel de Cervantes y 10 universidades españolas, con el proyecto de buscar fomentar y apoyar el estudio de la literatura contemporánea, potenciar el interés por la lectura y la escritura, apoyar la nueva creación literaria iberoamericana, difundir la obra de Vargas Llosa y promover estudios de investigación, entre otros temas. Esta cátedra creó en septiembre del año 2013 el "Premio Bienal de Novela Mario Vargas Llosa" el cual está dotado con 100 000 dólares (75 000 euros).
Fue reconocido como uno de los "10 intelectuales más influyentes de Iberoamérica" por los lectores de la revista Foreign Policy en 2012. El 11 de noviembre del mismo año, el Consejo Nacional para la Cultura y las Artes de México (Conaculta), le otorga el Premio Internacional Carlos Fuentes por su contribución al enriquecimiento del patrimonio literario de la humanidad.
También en 2012, la Universidad Nacional de Piura le entregó la condecoración Gran Almirante Grau en una ceremonia realizada en el auditorio del campus Manuel Moncloa y Ferreyra.
Además de los numerosos reconocimientos que recibió, en abril de 2013 se lanzó oficialmente en Lima el Premio Vargas Llosa de novela iberoamericana.
El escritor Mario Vargas Llosa fue el galardonado con el Premio Convivencia de 2013 en Ceuta. Fue en el transcurso de una solemne ceremonia durante la que pronunció un discurso marcado por las palabras convivencia, tolerancia y solidaridad.
En 2020 fue galardonado con el Premio Festival eñe por su trayectoria y obra.
En 2023 el Ministerio de Cultura de Perú declaró Patrimonio Cultural de la Nación cuatro de sus obras (1957-1967): “Los jefes”, “La ciudad y los perros”, “La Casa Verde” y “Los cachorros”.
El 15 de abril de 2025, a título póstumo, el Gobierno de España le concedió la Gran Cruz de la Orden Civil de Alfonso X el Sabio.

## Intereses personales

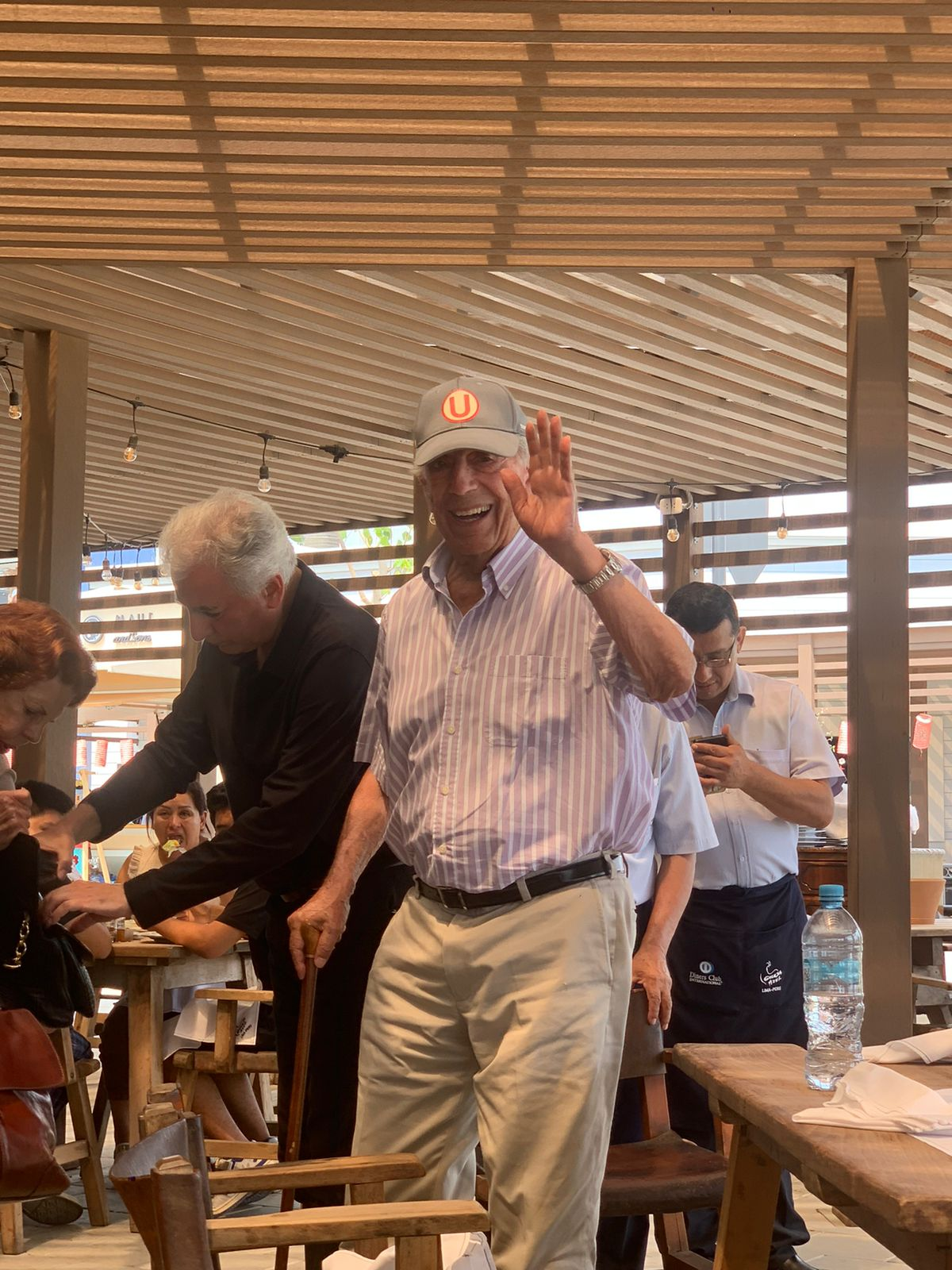
Mario Vargas Llosa portando una gorra del Universitario de Deportes, equipo del cual fue hincha (2024).

Se declaró melómano, sintiendo una especial predilección por Gustav Mahler.
Durante su encuentro con la prensa internacional en el Instituto Cervantes de Nueva York, tras conocer que le había sido otorgado el Premio Nobel en 2010, Vargas Llosa declaró que dicho galardón lo consideraba como un reconocimiento al idioma español. Respecto a su producción literaria, en aquella oportunidad manifestó: 

Lo que hago, lo que digo, expresa el país en el que he nacido, el país en el que he vivido, las experiencias fundamentales que marcan a un ser humano, que son las de infancia y juventud, de tal manera que el Perú soy yo. Yo le puedo agradecer a mi país, a lo que yo soy, el ser un escritor.

Vargas Llosa declaró ser hincha del Universitario de Deportes de Perú, y en El pez en el agua cuenta que desde pequeño ha sido hincha del llamado equipo crema, al que vio por primera vez en el terreno de juego un día de 1946 cuando tenía 10 años de edad. En febrero de 2011, dicho club peruano le otorgó la condición de socio honorario vitalicio, en una ceremonia llevada a cabo en el Estadio Monumental.
Se manifestó en contra de la leyenda negra española:

La leyenda negra antiespañola fue una operación de propaganda montada y alimentada a lo largo del tiempo por el protestantismo —sobre todo en sus ramas anglicana y calvinista— contra el Imperio español y la religión católica para afirmar su propio nacionalismo, satanizándolos hasta extremos pavorosos y privándolos incluso de humanidad... [hay] de ello ejemplos abundantes y de toda índole: tratados teológicos, libros de historia, novelas, documentales y películas de ficción, cómics, chascarrillos y hasta chistes de sobremesa. Contribuyó a la extensión y duración de la leyenda negra la indiferencia con que el imperio español, primero, y, luego sus intelectuales, escritores y artistas, en vez de defenderse, en muchos casos hicieron suya la leyenda negra, avalando sus excesos y fabricaciones como parte de una feroz autocrítica que hacía de España un país intolerante, machista, lascivo y reñido con el espíritu científico y la libertad.

## Participación política

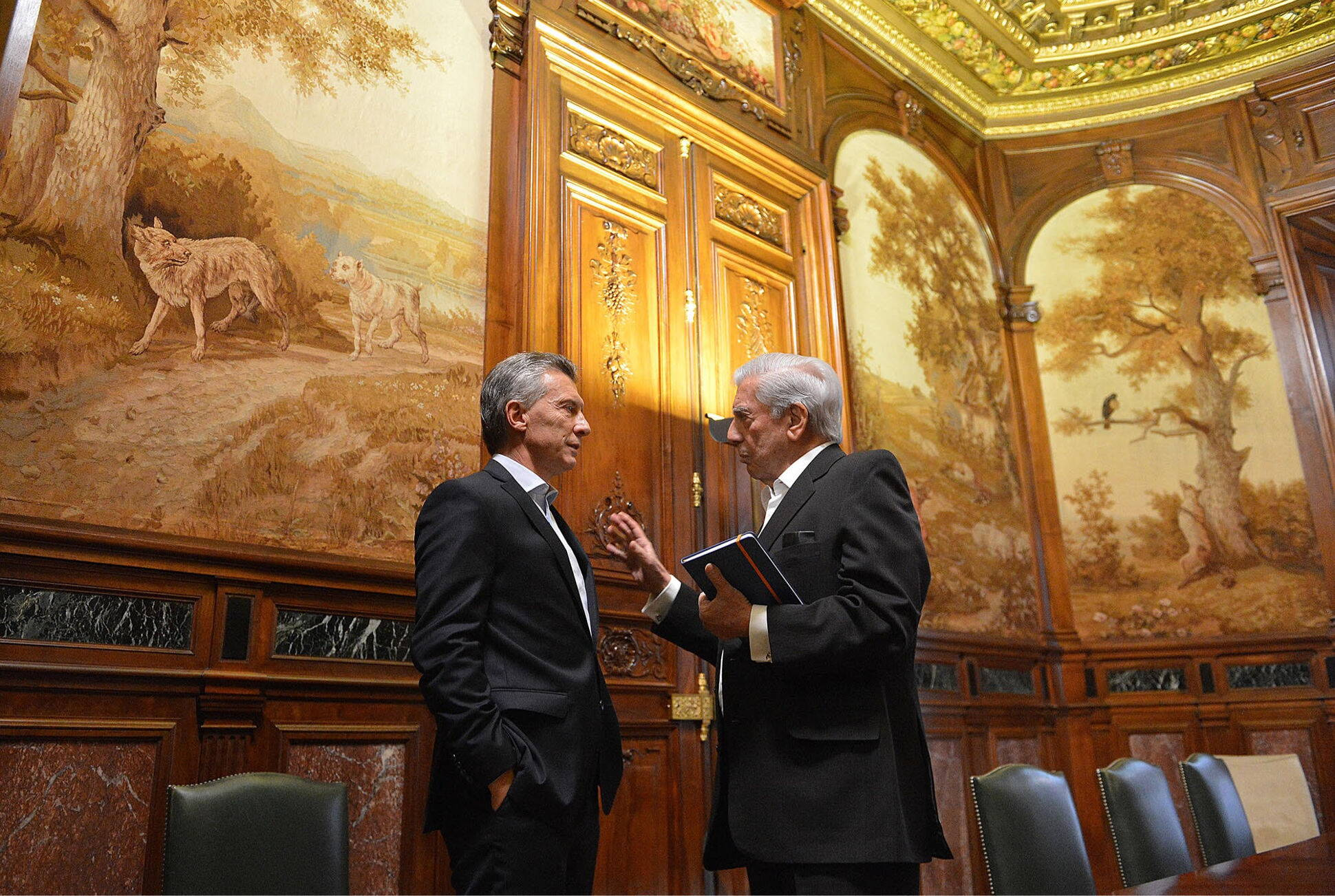
Mario Vargas Llosa junto al entonces presidente de Argentina, Mauricio Macri, en 2017.

En su época dentro de Cahuide, Vargas Llosa realizaba actividades de distribución de propaganda marxista, colectas para estudiantes detenidos y participaba en debates tomando una posición sectaria, además escribió para la revista clandestina de dicha organización desde una perspectiva marxista.  Su primer instructor dentro del círculo de estudios de Cahuide fue Héctor Béjar, siendo el primer libro de estudios las Lecciones Elementales de Filosofía de Georges Politzer, seguido del Manifiesto Comunista y La lucha de clases en Francia, de Karl Marx, el Anti-Dühring de Friedrich Engels y el ¿Qué hacer? de Vladimir Lenin. También leería los Sietes Ensayos de Interpretación de la Realidad Peruana, de José Carlos Mariátegui. Tras ser considerado maduros por Béjar para compromisos mayores dentro de la organización, Vargas Llosa tomó el pseudónimo de "Camarada Alberto" luego de una reunión con Washington Duran Abarca junto a otros compañeros. Posteriormente, se fue distanciando del marxismo ya que "no bastaba saber sobre marxismo, qué había que creer" y no aceptó ser militante activo del Partido Comunista Peruano pero sí un simpatizante.  Su desilusión hacia el marxismo se asentó con la lectura de las obras de Jean-Paul Sartre, del que aprendió a ser un autor con responsabilidad social. Sin embargo, luego se desilusionaría de Sartre sin perder su visión de compromiso con la realidad social. El triunfo y las reformas de la revolución cubana reavivó en Vargas Llosa la ilusión por el socialismo.
Durante el régimen militar de Juan Velasco Alvarado aplaudió las reformas del Gobierno Revolucionario de la Fuerza Armada, como la entrega de la tierra a los campesinos, la participación de los trabajadores en la gestión y propiedad de las empresas, el rescate de las riquezas naturales y la política nacional independiente. En varias oportunidades calificó al régimen de audaz e imaginativo en las reformas económicas y sociales; pero mostró su desacuerdo con el gobierno tras el cierre de diversos medios de comunicación, diciendo que este padecía de síntomas de autoritarismo. A partir de 1976 manifestó su distancia con el gobierno militar, criticando las acciones en contra de la libertad de expresión.
La ruptura de Vargas Llosa con el socialismo se dio tras el Caso Padilla, un poeta que fue encarcelado por el régimen cubano de Fidel Castro en 1971 debido a sus posiciones críticas. Este incidente hizo que Vargas Llosa se distanciara del régimen cubano más aún debido a la respuesta de algunos escritores e intelectuales ante el incidente que lo llevó a la decepción. Sin embargo, para Vargas Llosa, su distanciamiento de la izquierda y su acercamiento al liberalismo no lo hacía derechista ya que consideraba que "ser liberal no es ser de derechas. Uno de los grandes éxitos de la izquierda ha sido convertir la palabra 'liberal' en un insulto".
Como presidente del PEN Internacional, organización mundial de escritores, el 22 de octubre de 1976 envió una carta al dictador argentino Jorge Rafael Videla denunciando que fuerzas oficiales y comandos armados vestidos de civil han perseguido intelectuales, secuestrándolos en sus casas y luego asesinándolos, torturándolos o haciendo desaparecer sin que se tengan noticias de su paradero. Señaló también que decenas de escritores, artistas y periodistas habían debido huir del país, por amenazas de muerte recibidas. Esta carta fue difundida por diversos medios periodísticos del mundo.
En la década de 1980, Vargas Llosa se volvió políticamente activo desde sus posiciones liberales. En 1983 fue nombrado por el entonces presidente del Perú, Fernando Belaúnde Terry, al frente de la Comisión Investigadora del Caso Uchuraccay, cuya misión era aclarar el asesinato de ocho periodistas que habían viajado a la aldea para dilucidar anteriores masacres en Huaychao, en las que sospechaban que podían estar involucrados elementos de las Fuerzas Armadas. Pese a que los resultados de la investigación, que atribuían a campesinos indígenas los asesinatos de los periodistas, a quienes habrían confundido con miembros de Sendero Luminoso, no han dejado de ser desde entonces objeto de polémica, dichos resultados coinciden con el informe final de la Comisión de la Verdad y Reconciliación, publicado en 2003.
En abril de 1984, el presidente Fernando Belaúnde Terry le propuso encabezar el Consejo de Ministros, ante lo cual Vargas Llosa en un primer momento aceptó y planeó formar un gabinete de consenso, independiente y de absoluta imparcialidad; sin embargo, el escritor desistió a hacerse cargo por creer que no era la solución que convenía al país en las esas circunstancias.
Ante los intentos del gobierno aprista de Alan García de nacionalizar la banca peruana, Vargas Llosa se perfiló como líder político, encabezando la protesta contra esa acción en 1987. Inició su carrera política fundando el Movimiento Libertad y se presentó como candidato a la presidencia del Perú en 1990. Durante gran parte de la campaña electoral, fue el candidato favorito. El súbito crecimiento de la popularidad de Alberto Fujimori, quien hasta 15 días antes de la elección aparecía con menos del 10% de las preferencias, forzó una segunda vuelta electoral en la cual Vargas Llosa fue derrotado.
Después de las elecciones, se instaló en Madrid. El gobierno de Alberto Fujimori amenazó con quitarle la nacionalidad peruana, por lo que para evitar convertirse en un apátrida, a petición del escritor, el Gobierno español le concedió la ciudadanía española por carta de naturaleza en 1993.
Vargas Llosa calificó en 1990 como la dictadura perfecta al sistema político de México, con Carlos Salinas de Gortari (1988-1994) en la presidencia y más de seis décadas de predominancia del Partido Revolucionario Institucional (PRI) en el gobierno, lo que lo obligó a salir rápidamente de ese país para evitar un problema político.
Fue un permanente crítico de dictaduras y de aquellos gobiernos que consideraba autoritarios, cuestionándolos desde artículos periodísticos y declaraciones públicas.
En sus últimos años evolucionó a posturas ideológicas más liberales y mantuvo vínculos con importantes exdirigentes de la derecha de varios países, como José María Aznar (exjefe del Gobierno español) o Francisco Flores (expresidente de la República de El Salvador).

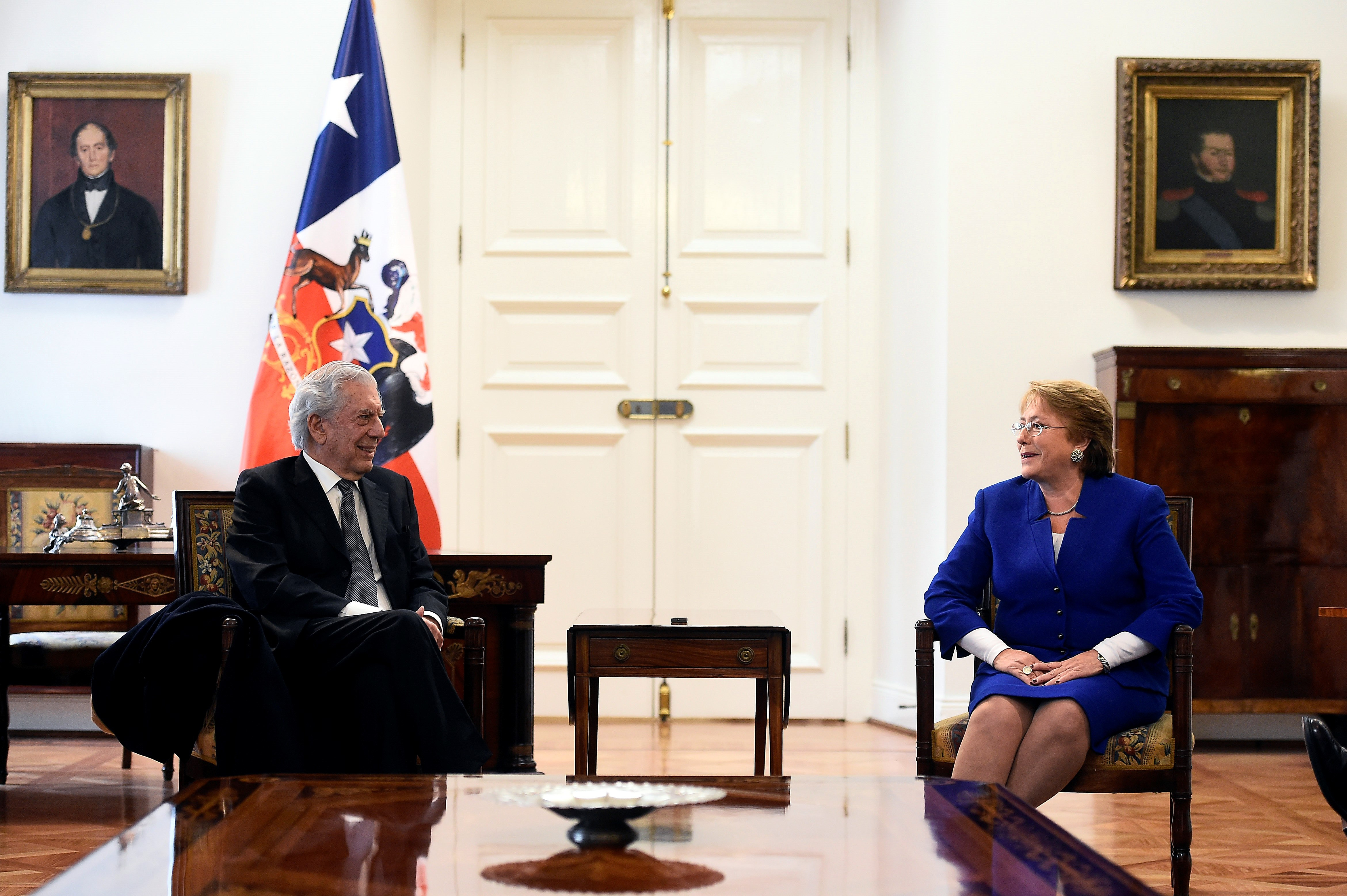
Vargas Llosa y Michelle Bachelet durante una reunión en 2016.

El 29 de septiembre de 2007 participó en el acto de presentación del partido español Unión Progreso y Democracia, de cuya Fundación Progreso y Democracia fue nombrado patrono de honor. Apoyó la candidatura presidencial del empresario chileno de centro derecha, Sebastián Piñera y, además, fue invitado a participar junto a la presidenta de ese país, Michelle Bachelet, en la inauguración del Museo de la Memoria y los Derechos Humanos, en conmemoración de las víctimas en la dictadura militar de Augusto Pinochet. Hasta su renuncia irrevocable, en septiembre de 2010, como protesta "contra la aprobación de decretos legislativos cuya vigencia hubiera permitido la liberación de violadores de Derechos Humanos", Vargas Llosa presidió la Comisión de Alto Nivel para la constitución del Lugar de la Memoria del Perú, dedicado a la dignificación de las víctimas del conflicto armado interno de ese país.
En el año 2009, el mandatario venezolano Hugo Chávez retó a Vargas Llosa a un debate en su programa Aló Presidente, debido a las críticas de Vargas Llosa al régimen chavista. Vargas Llosa, que se encontraba en Venezuela, aceptó el debate proponiendo que se hiciera directamente entre él y Chávez, a lo que Chávez respondió que el debate debía hacerse entre intelectuales y no con él. Finalmente, Chávez se retractó de su invitación, por lo que Vargas Llosa calificó la situación de "despectiva y bochornosa".
En las elecciones generales de abril de 2011, votó en favor de Alejandro Toledo (quien había sido presidente en el periodo 2001-2006) y al conocerse que Keiko Fujimori y Ollanta Humala serían quienes definirían la presidencia del Perú en una segunda vuelta, declaró que respaldaría a este último para impedir el «retorno de la dictadura que gobernó el país en la década de los noventa», en clara alusión a la candidatura de la hija de Alberto Fujimori.
El 19 de mayo, en la histórica Casona de la Universidad Nacional Mayor de San Marcos, Ollanta Humala realizó el juramento Compromiso en defensa de la democracia en presencia de varios destacados intelectuales y artistas peruanos quienes le brindaron su apoyo. Durante la ceremonia se proyectó un video que envió Vargas Llosa, en el que le reiteraba su apoyo en los siguientes términos:

Yo creo que este juramento y su plan de gobierno rectificado deberían desvanecer todas las dudas que aún persisten en quienes no han decidido su voto. Yo los exhorto a votar por Ollanta Humala para defender la democracia en el Perú y evitarnos el escarnio de una nueva dictadura.

A menos de una semana de la votación, Vargas Llosa rompió relaciones con El Comercio, periódico que publicaba su columna Piedra de Toque, por considerar que este se había convertido «en una máquina propagandística de Keiko Fujimori que, en su afán de impedir por todos los medios la victoria de Ollanta Humala, viola a diario las más elementales nociones de la objetividad y de la ética periodísticas». Terminados los comicios y conocida la victoria de Ollanta Humala, Vargas Llosa manifestó que intervino en las elecciones porque "quería salvar la democracia en el Perú» y "mi trabajo ha terminado con la victoria de Ollanta Humala".
Para las elecciones del año 2016, Vargas Llosa respaldó la candidatura de Pedro Pablo Kuczynski en la segunda vuelta. Tras el indulto hacia Alberto Fujimori por parte de Kuczynski, Vargas Llosa declaró que "la traición de PPK permitirá que el fujimorismo haga de las suyas" y que "si suelta a Fujimori, estaría negándose a sí mismo, negando todo lo que él ha representado para los peruanos que lo llevamos al poder". Tras el estallido del Caso Odebrecht y la presunta involucración de Kuczynski en el mismo, Vargas Llosa declaró que había que apoyar su renuncia o vacancia si se probaba el hecho y que no solo "sería un traidor a sus principios y sus electores, sino además un corrupto" señalando, además, la importancia de "preservar esa democracia que está tan deteriorada, un deterioro al que por desgracia ha contribuido Kuczynski". Al renunciar Kuczynski a la presidencia en marzo de 2018, Vargas Llosa lo calificó como "uno de los peores presidentes del Perú" y que "nos equivocamos" al elegirlo como presidente, manifestando que "decepcionó enormemente a quienes los llevamos al poder".
Tras el referéndum de independencia de Cataluña de 2017, se colocó contra la independencia, junto con la Sociedad Civil Catalana. En enero de 2019 renunció el PEN Club Internacional, tras la posición adoptada por esta organización de escritores para la liberación inmediata de los partidarios de la independencia Jordi Sànchez Picanyol y Jordi Cuixart.
En el año 2018, Vargas Llosa tuvo un incidente con Axel Kaiser en Santiago de Chile, después de que Kaiser, en un encuentro llamado ¿Qué es ser liberal?, planteara que había "dictaduras menos malas, por no decir mejores. ¿Cuántos en esta sala preferirían vivir en la dictadura de Maduro o en Cuba, que en lo que fueron los años 80 en Chile? Probablemente nadie. Ahí viene la pregunta". Ante ello, Vargas Llosa le interrumpió diciéndole que "esa pregunta yo no te la acepto... no la acepto, porque parte de una cierta toma de posición previa: que hay dictaduras buenas o que hay dictaduras menos malas. No, las dictaduras son todas malas" y que "algunas [dictaduras] pueden traer unos beneficios económicos a ciertos sectores, el precio que se paga por eso es un precio intolerable e inaceptable. Yo creo que entrar en esa dinámica es un juego peligroso, que nos conduce a aceptar que algunas dictaduras son tolerables, aceptables, y eso no es verdad. Todas las dictaduras son inaceptables".
Tras el ascenso de Martín Vizcarra en reemplazo de Kuczynski en la presidencia del Perú, Vargas Llosa destacó que Vizcarra "se ha enfrentado al fujimorismo corrupto" y que le había sorprendido. Además, dio su respaldo a los jueces, fiscales y periodistas como Gustavo Gorriti por investigar sobre el Caso Odebrecht y lograr la prisión preventiva de Keiko Fujimori. Posteriormente, respaldó la disolución del congreso realizado por Vizcarra en el año 2019 rechazando las etiquetas de "dictador" contra Vizcarra.
En noviembre de 2020, tras la vacancia de Vizcarra, Vargas Llosa declaró que el congreso había "violado la constitución" y que era "un hecho lamentable, como han señalado muchos juristas peruanos, entre ellos el ex primer ministro Pedro Cateriano, que ha titulado la actuación del congreso de un verdadero golpe de Estado". Tras ello, respaldó las protestas contra el gobierno de Manuel Merino, reclamando el cese de la represión policial y proponiendo a Gino Costa como reemplazo de Merino.
En 2021, tras la segunda vuelta electoral en las elecciones generales del año 2021, Vargas Llosa dejó de lado sus diferencias políticas y apoyó la candidatura de Keiko Fujimori, de quien se había pronunciado en contra en las dos últimas elecciones pasadas, tras el paso a la segunda vuelta del candidato de Perú Libre, Pedro Castillo, argumentando que el voto sería para "salvar al país de un peligro enorme que es caer en el totalitarismo". Para Vargas Llosa, la victoria de Castillo sería "una verdadera catástrofe para el Perú" y que la situación de la segunda vuelta con Keiko Fujimori y Castillo ponía a los peruanos "en una situación sumamente difícil" al optar entre ambos, pero que el voto hacia Keiko Fujimori "garantiza mejor la supervivencia" de la democracia al ser el "menor de dos males" y que había "más posibilidades de salvar nuestra democracia" si ella alcanzara la presidencia. Además, Vargas Llosa criticó a Castillo por su rechazo a la legalización del aborto y del matrimonio entre personas del mismo sexo, declarando que Castillo "está realmente en contra de la modernidad".  Su solicitud del voto para Keiko Fujimori generó que Vargas Llosa fuera acusado de fujimorista, a pesar de su antifujimorismo. Sin embargo, la decisión de apoyar a Keiko Fujimori no se debió a la adhesión de Vargas Llosa al fujimorismo ya que, según relatara su amigo Pedro Cateriano, ambos no consideraban a la candidata fujimorista como una candidata ejemplar sino como un mal menor "frente a las iniciativas golpistas de Pedro Castillo, como suprimir la Defensoría del Pueblo, el Tribunal Constitucional y modificar la Constitución al margen del procedimiento de la Constitución", además de que el líder de Perú Libre, Vladimir Cerrón, era un "radical comunista convicto y confeso, admirador de la revolución cubana, marxista, leninista y mariateguista". Esto llevó a que Vargas Llosa junto a Cateriano tomaran dicha decisión.
El 30 de septiembre de 2021 Vargas Llosa realizó un polémico comentario que generó una enorme polémica: “Los latinoamericanos saldrán de la crisis cuando descubran que han votado mal. Lo importante de unas elecciones no es que haya libertad en esas elecciones, sino votar bien”.
Tras el intento de autogolpe de Castillo en diciembre de 2022, Vargas Llosa expresó su condena al acto realizado por Castillo y solicitó a la, por entonces reciente, presidente Dina Boluarte "un gabinete de ancha base en el que todos se sientan representados". Posteriormente, declaró que el fallido autogolpe acabó con "la muy desatinada elección que lo llevó al Palacio de Gobierno" y rechazó los intentos de victimización a Castillo, ya que consideró que este "pretendió destruir la democracia desde el poder".  Cateriano, por su parte, declaró que "creo que el tiempo le dio la razón [a Vargas Llosa por la decisión tomada por ambos]. El golpe de Estado efímero de Castillo probó que no tenía convicciones democráticas y es lamentable, pero el tiempo, como digo, le dio la razón".
Luego, dio su respaldo a Boluarte como presidenta constitucional mientras acaecía la convulsión social criticando la injerencia política en el Perú y la puesta en duda de la legitimidad de Boluarte por parte de los presidentes Andrés Manuel López Obrador, de México, y de Gustavo Petro, de Colombia, en el marco del conflicto diplomático tras la vacancia de Castillo, realizando dichas declaraciones tras recibir la condecoración del gobierno por su incorporación a la Academia Francesa. Previamente, Boluarte le había enviado una carta de felicitación por su incorporación a la referida academia, a lo que Vargas Llosa le respondió con otra carta en la que escribió que "he respaldado su incorporación a la Presidencia, que, en términos estrictos, se ha hecho respetando las leyes" y que, a pesar de la agitación política, Boluarte había ascendido a la presidencia de manera constitucional "en aplicación de las normas peruanas", que los demócratas peruanos la iban a apoyar y que la convulsión social sea superada "de acuerdo con la Constitución y el Estado de Derecho". Además, recibió la medalla de la ciudad del por entonces alcalde de Lima, Rafael López Aliaga, aunque Vargas Llosa no era admirador de López Aliaga.
En el año 2023, se inscribió en el partido Libertad Popular.

## Participación en los medios de comunicación
Mario Vargas Llosa publicó su primer artículo periodístico en el número 198 de la revista Caretas en mayo de 1960. El 25 de julio de 1977 estrenó su columna Piedra de toque, meditación desde el punto de vista de un escritor sobre el acontecer humano. Estas columnas han sido muy leídas y desde 1997 fueron publicadas quincenalmente en Caretas, así como en más de 20 diarios y revistas de diferentes partes del mundo. A lo largo de sus intervenciones en Piedra de Toque, el autor trató los siguientes temas:
1. Debates de actualidad: temas de reflexión abiertos
2. Sobre todas las dictaduras: el escritor recuerda su animadversión hacia toda clase de dictaduras y su respeto por el proceso democrático
3. Tratados de los efectos de la globalización y la democracia
4. Ensayos sobre personajes contemporáneos
5. Vargas Llosa según Vargas Llosa: escribe acerca de su obra y sus experiencias
6. Temas culturales de diferentes países del mundo
7. Temas acerca de la política del Perú:
  - Durante el período 1990-2000: Alberto Fujimori y Vladimiro Montesinos
  - Durante el período 2000-2001: Valentín Paniagua
  - Durante el período 2002-2006: Alejandro Toledo

Además de ser constantemente entrevistado por otros periodistas en la radio y la televisión, y de participar como colaborador o invitado especial en programas de televisión y de radio, Vargas Llosa tuvo su propio programa en la televisión peruana titulado La Torre de Babel, transmitido por Panamericana Televisión a inicios de la década de 1980.

## En la cultura popular

### Adaptaciones cinematográficas
- Día domingo, cortometraje adaptado del cuento homónimo del libro Los jefes, dirigido por Luis Llosa en 1970.[199]
- Los cachorros, obra adaptada al cine en 1973 por Jorge Fons, ganadora del Premio del Instituto de Cultura en el Festival Internacional de Cine de San Sebastián en 1972.[200][201]
- Pantaleón y las visitadoras, obra llevada al cine en 1975, codirigida por José María Gutiérrez y el propio Vargas Llosa y donde interpreta un personaje secundario.[201]
- La ciudad y los perros, versión fílmica dirigida por Francisco J. Lombardi en 1985.[201]
- Jaguar, adaptación libre de La ciudad y los perros, filmada en Rusia por el director chileno Sebastián Alarcón en 1986.[202]
- Tune in Tomorrow, adaptación de La tía Julia y el escribidor dirigida por Jon Amiel en 1990.[201]
- Pantaleón y las visitadoras, segunda adaptación de la novela homónima, dirigida por Francisco Lombardi en 1999.[201]
- La fiesta del Chivo, dirigida por Luis Llosa en 2005.[201]

### Adaptaciones televisivas
- La tía Julia y el escribidor, telenovela colombiana de 1981 inspirada en la obra homónima y dirigida por David Stivel.
- El Chivo, telenovela de 2014 inspirada en La fiesta del Chivo y dirigida por Andrés Biermann, Rolando Ocampo y Alfonso Pineda Ulloa.
- Cuando vivas conmigo, serie de televisión de 2016 basada en la obra de El héroe discreto, grabada y producida en diversas partes de Bogotá y Girardot, Colombia, por Caracol Televisión.
- Travesuras de la niña mala, serie de televisión de 2023 basada en la obra homónima Travesuras de la niña mala, producida por Televisa y Univisión, para la plataforma de streaming Vix+.

### Documentales sobre Vargas Llosa
- Mario y los perros (2019), de Chema de la Peña.[203]
- Una vida en palabras (2021), de Bertha Pantoja Arias. Diez episodios. Conducción de Álvaro Vargas Llosa.[204]
- Un viaje personal por Le dedico mi silencio (2023). Edición de Mateo Llosa. Guion de Morgana Vargas Llosa y Verónica Ramírez.[205]

### En la ficción
En 2019 se estrenó La pasión de Javier, donde el actor peruano Sebastián Monteghirfo interpretó a un joven Vargas Llosa cuando conoció al poeta Javier Heraud (Stefano Tosso) durante su estadía en París.

## Los peruanismos
Para Marco Lovón:

su influencia lingüística y social son dos aspectos que deben ser considerados cuando estudiamos la obra vargasllosiana. Si existe un Palma lingüista, sociólogo y antropólogo, por qué no un Vargas Llosa lingüista, sociólogo y antropólogo. Como un hombre de innumerables premios y distinciones, Vargas Llosa nos ofrece un espacio donde aparece el acervo lexical peruano en sus diferentes registros de lengua: coloquialismos, regionalismos y jergas. La casa verde y Lituma en los Andes, obras con las que obtuvo los premios Rómulo Gallegos y Planeta, son dos ejemplos del uso de los peruanismos.[...] Las obras literarias de Vargas Llosa nos ofrecen, preciadamente, ejemplos de uso de los castellanos del Perú. Del habla de Piura, lugar en el que vivió y cursó el quinto grado en el Colegio Salesiano de esa ciudad, recoge ciertas voces idiosincrásicas, como churre para calificar a un niño y piajeno para designar al burro. En La casa verde, registra parte de la culinaria piurana, tales son los casos del seco de chabelo, plato hecho a base de carne seca y plátano verde, y el clarito, una bebida dulce que se obtiene al separar la porción superior y menos densa de la chicha: "Quiero platos piuranos. Un buen seco de chabelo, un piqueo, y clarito a mares". El tiempo en el que permaneció en Piura le posibilitó introducir, con precisión y naturalidad, una serie de piuranismos dentro de sus obras literarias

«Leer a Vargas Llosa es caminar acompañado de algunos peruanismos como cachimbo, calato y pararle el macho, guste o no guste, sobre todo en sus primeras obras cumbres». Sus escritos resultan ser una muestra de la riqueza léxica peruana. En Los cachorros, el autor usa la palabra trome (< metro (= maestro=m[a]e[s]tro), por metátesis) para destacar la destreza que tiene uno de sus personajes: "Qué trome, Cuéllar, le decía Lalo, ¡aprendan, bellacos!"; y en Pantaleón y las visitadoras, emplea el término pintón (< pintar ‘importar, valer’ + suf. aum. -ón) para referirse a la buena apariencia de otro de sus personajes: "Yo que creía que todos los chinos eran finitos, este es Frankenstein. Aunque a Alicia le parece pintón"», señala Lovón.

## Críticas
En 2021 y como contrapartida a su ingreso en la Academia Francesa de la Lengua, cuatro intelectuales franceses lanzaron un manifiesto rechazando tal ingreso y calificándolo de «error». Estos críticos consideran a Vargas Llosa como «un ultra de extrema derecha que ensucia la institución», entre otros motivos por el apoyo que el escritor dio al candidato ultraderechista a la presidencia de Chile José Antonio Kast. Apuntaron también a su defensa de políticos con posiciones extremistas, así como a su implicación personal en los «Pandora Papers» para evadir impuestos.

## Genealogía
| \| \| \| \| \| \| \| \| \| \| \| \| \| \| \| \| \| \| \| \| 8. Isidro Vargas \| \| \| \| \| \| \| \| \| \| \| \| \| \| \| \| \| \| \| \| \| \| \| \| \| \| \| \| \| \| \| \| \| \| \| \| \| \| \| \| \| \| \| \| \| \| \| \| \| \| \| \| \| \| 4. Marcelino Vargas Andrade \| \| \| \| \| \| \| \| \| \| \| \| \| \| \| \| \| \| \| \| \| \| \| \| \| \| \| \| \| \| \| \| \| \| \| \| \| \| \| \| \| \| \| \| \| \| \| \| \| \| \| \| \| \| 18. Pedro Andrade \| \| \| \| \| \| \| \| \| \| \| \| \| \| \| \| \| \| \| \| \| \| \| \| \| \| \| \| \| \| \| \| \| \| \| \| \| \| \| \| \| \| \| \| \| \| \| \| \| \| \| \| \| \| 9. Tomasa Andrade Zavala \| \| \| \| \| \| \| \| \| \| \| \| \| \| \| \| \| \| \| \| \| \| \| \| \| \| \| \| \| \| \| \| \| \| \| \| \| \| \| \| \| \| \| \| \| \| \| \| \| \| \| \| \| \| 19. María Zavala \| \| \| \| \| \| \| \| \| \| \| \| \| \| \| \| \| \| \| \| \| \| \| \| \| \| \| \| \| \| \| \| \| \| \| \| \| \| \| \| \| \| \| \| \| \| \| \| \| \| \| \| \| \| 2. Ernesto Vargas Maldonado \| \| \| \| \| \| \| \| \| \| \| \| \| \| \| \| \| \| \| \| \| \| \| \| \| \| \| \| \| \| \| \| \| \| \| \| \| \| \| \| \| \| \| \| \| \| \| \| \| \| \| \| \| \| 5. Zenobia Maldonado \| \| \| \| \| \| \| \| \| \| \| \| \| \| \| \| \| \| \| \| \| \| \| \| \| \| \| \| \| \| \| \| \| \| \| \| \| \| \| \| \| \| \| \| \| \| \| \| \| \| \| \| \| \| 1. Mario Vargas Llosa \| \| \| \| \| \| \| \| \| \| \| \| \| \| \| \| \| \| \| \| \| \| \| \| \| \| \| \| \| \| \| \| \| \| \| \| \| \| \| \| \| \| \| \| \| \| \| \| \| \| \| \| \| \| 24. Mariano Darío de la Llosa y Benavides \| \| \| \| \| \| \| \| \| \| \| \| \| \| \| \| \| \| \| \| \| \| \| \| \| \| \| \| \| \| \| \| \| \| \| \| \| \| \| \| \| \| \| \| \| \| \| \| \| \| \| \| \| \| 12. Mariano Belisario de la Llosa y Rivero \| \| \| \| \| \| \| \| \| \| \| \| \| \| \| \| \| \| \| \| \| \| \| \| \| \| \| \| \| \| \| \| \| \| \| \| \| \| \| \| \| \| \| \| \| \| \| \| \| \| \| \| \| \| 25. María del Carmen de Rivero y Tristán \| \| \| \| \| \| \| \| \| \| \| \| \| \| \| \| \| \| \| \| \| \| \| \| \| \| \| \| \| \| \| \| \| \| \| \| \| \| \| \| \| \| \| \| \| \| \| \| \| \| \| \| \| \| 6. Pedro José Llosa Bustamante \| \| \| \| \| \| \| \| \| \| \| \| \| \| \| \| \| \| \| \| \| \| \| \| \| \| \| \| \| \| \| \| \| \| \| \| \| \| \| \| \| \| \| \| \| \| \| \| \| \| \| \| \| \| 26. Pedro José Bustamante y Alvizuri \| \| \| \| \| \| \| \| \| \| \| \| \| \| \| \| \| \| \| \| \| \| \| \| \| \| \| \| \| \| \| \| \| \| \| \| \| \| \| \| \| \| \| \| \| \| \| \| \| \| \| \| \| \| 13. María Victoria Bustamante y Barreda \| \| \| \| \| \| \| \| \| \| \| \| \| \| \| \| \| \| \| \| \| \| \| \| \| \| \| \| \| \| \| \| \| \| \| \| \| \| \| \| \| \| \| \| \| \| \| \| \| \| \| \| \| \| 27. María Juana Salomé Barreda y García \| \| \| \| \| \| \| \| \| \| \| \| \| \| \| \| \| \| \| \| \| \| \| \| \| \| \| \| \| \| \| \| \| \| \| \| \| \| \| \| \| \| \| \| \| \| \| \| \| \| \| \| \| \| 3. Dora Llosa Ureta \| \| \| \| \| \| \| \| \| \| \| \| \| \| \| \| \| \| \| \| \| \| \| \| \| \| \| \| \| \| \| \| \| \| \| \| \| \| \| \| \| \| \| \| \| \| \| \| \| \| \| \| \| \| 28. José Manuel de Ureta y Peña \| \| \| \| \| \| \| \| \| \| \| \| \| \| \| \| \| \| \| \| \| \| \| \| \| \| \| \| \| \| \| \| \| \| \| \| \| \| \| \| \| \| \| \| \| \| \| \| \| \| \| \| \| \| 14. Luis Manuel Pablo Ureta de la Jara \| \| \| \| \| \| \| \| \| \| \| \| \| \| \| \| \| \| \| \| \| \| \| \| \| \| \| \| \| \| \| \| \| \| \| \| \| \| \| \| \| \| \| \| \| \| \| \| \| \| \| \| \| \| 29. María del Carmen de la Jara y Alvizuri \| \| \| \| \| \| \| \| \| \| \| \| \| \| \| \| \| \| \| \| \| \| \| \| \| \| \| \| \| \| \| \| \| \| \| \| \| \| \| \| \| \| \| \| \| \| \| \| \| \| \| \| \| \| 7. Carmen Elena Amalia Ureta Vargas \| \| \| \| \| \| \| \| \| \| \| \| \| \| \| \| \| \| \| \| \| \| \| \| \| \| \| \| \| \| \| \| \| \| \| \| \| \| \| \| \| \| \| \| \| \| \| \| \| \| \| \| \| \| 30. José Manuel Vargas de la Flor \| \| \| \| \| \| \| \| \| \| \| \| \| \| \| \| \| \| \| \| \| \| \| \| \| \| \| \| \| \| \| \| \| \| \| \| \| \| \| \| \| \| \| \| \| \| \| \| \| \| \| \| \| \| 15. Rosa Elena Vargas Gutiérrez \| \| \| \| \| \| \| \| \| \| \| \| \| \| \| \| \| \| \| \| \| \| \| \| \| \| \| \| \| \| \| \| \| \| \| \| \| \| \| \| \| \| \| \| \| \| \| \| \| \| \| \| \| \| 31. Josefa Gutiérrez Pomareda \| \| \| \| \| \| \| \| \| \| \| \| \| \| \| \| \| \| \| \| \| \| \| \| \| \| \| \| \| \| \| \| \| \| \| \| \| \| \| \| \| \| \| \| \| \| \| \| \| \| \| \| |                                            |  |  |  |  |  |  |  |  |  |  |  |  |  |  |  |
| |                                            |  |  |  |  |  |  |  |  |  |  |  |  |  |  |  |
| | 8. Isidro Vargas                           |  |  |  |  |  |  |  |  |  |  |  |  |  |  |  |
| |                                            |  |  |  |  |  |  |  |  |  |  |  |  |  |  |  |
| |                                            |  |  |  |  |  |  |  |  |  |  |  |  |  |  |  |
| | 4. Marcelino Vargas Andrade                |  |  |  |  |  |  |  |  |  |  |  |  |  |  |  |
| |                                            |  |  |  |  |  |  |  |  |  |  |  |  |  |  |  |
| |                                            |  |  |  |  |  |  |  |  |  |  |  |  |  |  |  |
| | 18. Pedro Andrade                          |  |  |  |  |  |  |  |  |  |  |  |  |  |  |  |
| |                                            |  |  |  |  |  |  |  |  |  |  |  |  |  |  |  |
| |                                            |  |  |  |  |  |  |  |  |  |  |  |  |  |  |  |
| | 9. Tomasa Andrade Zavala                   |  |  |  |  |  |  |  |  |  |  |  |  |  |  |  |
| |                                            |  |  |  |  |  |  |  |  |  |  |  |  |  |  |  |
| |                                            |  |  |  |  |  |  |  |  |  |  |  |  |  |  |  |
| | 19. María Zavala                           |  |  |  |  |  |  |  |  |  |  |  |  |  |  |  |
| |                                            |  |  |  |  |  |  |  |  |  |  |  |  |  |  |  |
| |                                            |  |  |  |  |  |  |  |  |  |  |  |  |  |  |  |
| | 2. Ernesto Vargas Maldonado                |  |  |  |  |  |  |  |  |  |  |  |  |  |  |  |
| |                                            |  |  |  |  |  |  |  |  |  |  |  |  |  |  |  |
| |                                            |  |  |  |  |  |  |  |  |  |  |  |  |  |  |  |
| | 5. Zenobia Maldonado                       |  |  |  |  |  |  |  |  |  |  |  |  |  |  |  |
| |                                            |  |  |  |  |  |  |  |  |  |  |  |  |  |  |  |
| |                                            |  |  |  |  |  |  |  |  |  |  |  |  |  |  |  |
| | 1. Mario Vargas Llosa                      |  |  |  |  |  |  |  |  |  |  |  |  |  |  |  |
| |                                            |  |  |  |  |  |  |  |  |  |  |  |  |  |  |  |
| |                                            |  |  |  |  |  |  |  |  |  |  |  |  |  |  |  |
| | 24. Mariano Darío de la Llosa y Benavides  |  |  |  |  |  |  |  |  |  |  |  |  |  |  |  |
| |                                            |  |  |  |  |  |  |  |  |  |  |  |  |  |  |  |
| |                                            |  |  |  |  |  |  |  |  |  |  |  |  |  |  |  |
| | 12. Mariano Belisario de la Llosa y Rivero |  |  |  |  |  |  |  |  |  |  |  |  |  |  |  |
| |                                            |  |  |  |  |  |  |  |  |  |  |  |  |  |  |  |
| |                                            |  |  |  |  |  |  |  |  |  |  |  |  |  |  |  |
| | 25. María del Carmen de Rivero y Tristán   |  |  |  |  |  |  |  |  |  |  |  |  |  |  |  |
| |                                            |  |  |  |  |  |  |  |  |  |  |  |  |  |  |  |
| |                                            |  |  |  |  |  |  |  |  |  |  |  |  |  |  |  |
| | 6. Pedro José Llosa Bustamante             |  |  |  |  |  |  |  |  |  |  |  |  |  |  |  |
| |                                            |  |  |  |  |  |  |  |  |  |  |  |  |  |  |  |
| |                                            |  |  |  |  |  |  |  |  |  |  |  |  |  |  |  |
| | 26. Pedro José Bustamante y Alvizuri       |  |  |  |  |  |  |  |  |  |  |  |  |  |  |  |
| |                                            |  |  |  |  |  |  |  |  |  |  |  |  |  |  |  |
| |                                            |  |  |  |  |  |  |  |  |  |  |  |  |  |  |  |
| | 13. María Victoria Bustamante y Barreda    |  |  |  |  |  |  |  |  |  |  |  |  |  |  |  |
| |                                            |  |  |  |  |  |  |  |  |  |  |  |  |  |  |  |
| |                                            |  |  |  |  |  |  |  |  |  |  |  |  |  |  |  |
| | 27. María Juana Salomé Barreda y García    |  |  |  |  |  |  |  |  |  |  |  |  |  |  |  |
| |                                            |  |  |  |  |  |  |  |  |  |  |  |  |  |  |  |
| |                                            |  |  |  |  |  |  |  |  |  |  |  |  |  |  |  |
| | 3. Dora Llosa Ureta                        |  |  |  |  |  |  |  |  |  |  |  |  |  |  |  |
| |                                            |  |  |  |  |  |  |  |  |  |  |  |  |  |  |  |
| |                                            |  |  |  |  |  |  |  |  |  |  |  |  |  |  |  |
| | 28. José Manuel de Ureta y Peña            |  |  |  |  |  |  |  |  |  |  |  |  |  |  |  |
| |                                            |  |  |  |  |  |  |  |  |  |  |  |  |  |  |  |
| |                                            |  |  |  |  |  |  |  |  |  |  |  |  |  |  |  |
| | 14. Luis Manuel Pablo Ureta de la Jara     |  |  |  |  |  |  |  |  |  |  |  |  |  |  |  |
| |                                            |  |  |  |  |  |  |  |  |  |  |  |  |  |  |  |
| |                                            |  |  |  |  |  |  |  |  |  |  |  |  |  |  |  |
| | 29. María del Carmen de la Jara y Alvizuri |  |  |  |  |  |  |  |  |  |  |  |  |  |  |  |
| |                                            |  |  |  |  |  |  |  |  |  |  |  |  |  |  |  |
| |                                            |  |  |  |  |  |  |  |  |  |  |  |  |  |  |  |
| | 7. Carmen Elena Amalia Ureta Vargas        |  |  |  |  |  |  |  |  |  |  |  |  |  |  |  |
| |                                            |  |  |  |  |  |  |  |  |  |  |  |  |  |  |  |
| |                                            |  |  |  |  |  |  |  |  |  |  |  |  |  |  |  |
| | 30. José Manuel Vargas de la Flor          |  |  |  |  |  |  |  |  |  |  |  |  |  |  |  |
| |                                            |  |  |  |  |  |  |  |  |  |  |  |  |  |  |  |
| |                                            |  |  |  |  |  |  |  |  |  |  |  |  |  |  |  |
| | 15. Rosa Elena Vargas Gutiérrez            |  |  |  |  |  |  |  |  |  |  |  |  |  |  |  |
| |                                            |  |  |  |  |  |  |  |  |  |  |  |  |  |  |  |
| |                                            |  |  |  |  |  |  |  |  |  |  |  |  |  |  |  |
| | 31. Josefa Gutiérrez Pomareda              |  |  |  |  |  |  |  |  |  |  |  |  |  |  |  |
| |                                            |  |  |  |  |  |  |  |  |  |  |  |  |  |  |  |
| |                                            |  |  |  |  |  |  |  |  |  |  |  |  |  |  |  |